# 堀江由衣の作品
堀江由衣の作品（ほりえゆいのさくひん）は、声優・歌手の堀江由衣がこれまで発売した個人名義、キャラクター名義等の作品についてまとめた項。

## シングル
※はポニーキャニオンからの発売でシングルとしてカウントされていないもの。
|        | 発売日         | タイトル                       | 規格品番   | 規格品番   | 規格品番   | オリコン 最高位 |
| 通常盤 | 発売日         | タイトル                       | 限定盤     | アニメ盤   |            | オリコン 最高位 |
| ------ | -------------- | ------------------------------ | ---------- | ---------- | ---------- | --------------- |
| ※1st   | 1998年11月18日 | my best friend                 | PCDG-00101 |            |            |                 |
| ※2nd   | 1999年3月17日  | brand-new コミュニケイション   | PCDG-00105 |            |            |                 |
| 1st    | 2001年5月16日  | Love Destiny                   | KICM-3009  | 11位       |            |                 |
| 2nd    | 2002年2月28日  | キラリ☆宝物                    | KICM-3025  | 18位       |            |                 |
| 3rd    | 2002年7月24日  | ALL MY LOVE                    | KICM-3032  | 11位       |            |                 |
| 4th    | 2004年2月4日   | 心晴れて 夜も明けて            | KICM-3061  | 14位       |            |                 |
| 5th    | 2004年10月27日 | スクランブル（with UNSCANDAL） | KICM-3085  | KICM-93085 | 13位       |                 |
| 6th    | 2006年5月24日  | ヒカリ                         | KICM-3121  |            | 5位        |                 |
| 7th    | 2007年5月2日   | Days                           | KICM-1200  | KICM-91200 | 8位        |                 |
| 8th    | 2007年8月17日  | 恋する天気図                   | KICM-1203  | KICM-91203 | 14位       |                 |
| 9th    | 2008年10月22日 | バニラソルト                   | KICM-1255  | KICM-91255 | 7位        |                 |
| 10th   | 2009年1月28日  | silky heart                    | KICM-1269  | KICM-91269 | 9位        |                 |
| 11th   | 2009年8月26日  | YAHHO!!                        | KICM-1282  | KIZM-35/6  | 12位       |                 |
| 12th   | 2011年2月2日   | インモラリスト                 | KICM-1326  | KICM-91326 | 8位        |                 |
| 13th   | 2011年5月25日  | PRESENTER                      | KICM-1337  | KICM-91337 | 9位        |                 |
| 14th   | 2012年1月18日  | Coloring                       | KICM-1378  | KICM-91378 | 11位       |                 |
| 15th   | 2012年7月25日  | 夏の約束                       | KICM-1402  | KICM-91402 | 12位       |                 |
| 16th   | 2013年11月13日 | Golden Time                    | KICM-1477  | KICM-91477 | 19位       |                 |
| 17th   | 2014年3月12日  | The♡World's♡End                | KICM-1500  | KICM-91500 | 9位        |                 |
| 18th   | 2015年3月4日   | Stay With Me                   | KICM-1580  | KICM-91580 | 13位       |                 |
| 19th   | 2015年11月4日  | アシンメトリー                 | KICM-1639  | KICM-91639 | KICM-91640 | 12位            |

### 限定シングル
|     | 発売日        | タイトル           | 規格品番  | 備考                                                 |
| --- | ------------- | ------------------ | --------- | ---------------------------------------------------- |
| 1st | 2021年9月1日  | Adieu              | NMAX-1373 | オフィシャルファンクラブ「黒ネコ同盟」限定でCD発売。 |
| 2nd | 2021年11月1日 | 虹が架かるまでの話 | NMAX-1374 | オフィシャルファンクラブ「黒ネコ同盟」限定でCD発売。 |
| 3rd | 2022年10月6日 | 秘密の庭のふたり   | NMAX-1394 | オフィシャルファンクラブ「黒ネコ同盟」限定でCD発売。 |

### 配信シングル
|   | 配信開始日     | タイトル           | 備考                                                       |
| - | -------------- | ------------------ | ---------------------------------------------------------- |
| 1 | 2021年7月1日   | Adieu              | テレビアニメ『SHAMAN KING』後期エンディングテーマ          |
| 2 | 2021年10月16日 | 虹が架かるまでの話 | テレビアニメ『先輩がうざい後輩の話』エンディングテーマ     |
| 3 | 2022年8月7日   | 秘密の庭のふたり   | テレビアニメ『最近雇ったメイドが怪しい』エンディングテーマ |

## アルバム

### オリジナルアルバム
|        | 発売日         | タイトル                                     | 規格品番   | 規格品番                      | オリコン 最高位 |
| 通常盤 | 発売日         | タイトル                                     | 初回限定盤 |                               | オリコン 最高位 |
| ------ | -------------- | -------------------------------------------- | ---------- | ----------------------------- | --------------- |
| 1st    | 2000年12月21日 | 水たまりに映るセカイ                         | KICS-834   |                               | 28位            |
| 2nd    | 2001年11月29日 | 黒猫と月気球をめぐる冒険                     | KICS-930   | 15位                          |                 |
| 3rd    | 2003年7月24日  | sky                                          | KICS-1030  | KICS-1023                     | 10位            |
| 4th    | 2004年4月28日  | 楽園                                         | KICS-1077  | KICS-91077                    | 11位            |
| 5th    | 2005年11月23日 | 嘘つきアリスとくじら号をめぐる冒険           | KICS-1201  | KICS-91201                    | 20位            |
| 6th    | 2008年1月30日  | Darling                                      | KICS-1355  | KICS-91355                    | 8位             |
| 7th    | 2009年7月15日  | HONEY JET!!                                  | KICS-1478  | KICS-91478                    | 10位            |
| 8th    | 2012年2月22日  | 秘密                                         | KICS-1737  | KICS-91737 (A) KICS-91738 (B) | 3位             |
| 9th    | 2015年1月7日   | ワールドエンドの庭                           | KICS-3122  | KICS-93122 (A) KICS-93123 (B) | 5位             |
| 10th   | 2019年7月10日  | 文学少女の歌集                               | KICS-3805  | KICS-93805                    | 8位             |
| 11th   | 2022年3月23日  | 文学少女の歌集II -月とカエルと文学少女-      | KICS-4051  | KICS-94051                    | 18位            |
| 12th   | 2024年7月3日   | 文学少女の歌集III -文学少女と夜明けのバス停- | KICS-4157  | KICS-94157                    | 10位 他         |

### ベストアルバム
|        | 発売日        | タイトル   | 規格品番   | 規格品番      | オリコン 最高位 |
| 通常盤 | 発売日        | タイトル   | 初回限定盤 |               | オリコン 最高位 |
| ------ | ------------- | ---------- | ---------- | ------------- | --------------- |
| 1st    | 2003年3月26日 | ほっ?      | KICA-599   |               | 24位            |
| 2nd    | 2012年9月20日 | BEST ALBUM | KICS-1819  | KICS-91819/20 | 11位            |

### ライブアルバム
|     | 発売日        | タイトル                                                    | 規格品番    | 備考                                                                                              |
| --- | ------------- | ----------------------------------------------------------- | ----------- | ------------------------------------------------------------------------------------------------- |
| 1st | 2020年7月10日 | 堀江由衣 LIVE TOUR 2019 文学少女俱楽部                      | NKCD 6914/5 | オフィシャルファンクラブ「黒ネコ同盟」会員限定販売CD。同年7月24日よりデジタル・ダウンロード発売。 |
| 2nd | 2022年10月6日 | 堀江由衣 LIVE TOUR 2022 文学少女倶楽部II 〜放課後リピート〜 | NKCD-6977/8 | オフィシャルファンクラブ「黒ネコ同盟」会員限定販売CD。同年8月7日よりデジタル・ダウンロード発売。  |

### 配信アルバム
|   | 配信開始日    | タイトル   | 備考                                                |
| - | ------------- | ---------- | --------------------------------------------------- |
| 1 | 2021年7月14日 | Calida Lux | ゲーム『白猫プロジェクト』7周年記念配信ミニアルバム |

## 歌手参加作品
| 発売日         | 商品名                                                    | 歌 | 楽曲                                          | 備考                                                                           |
| -------------- | --------------------------------------------------------- | --- | --------------------------------------------- | ------------------------------------------------------------------------------ |
| 2004年4月28日  | yui horie CLIPS1 初回封入特典シングルCD「お話を聞かせて」 | 堀江由衣 | 「お話を聞かせて」                            |                                                                                |
| 2007年8月12日  | スターチャイルド 夏のコミケ限定CD                         | 堀江由衣 他 | 「NON STOP 5年間主題歌メドレー（2000-2005）」 |                                                                                |
| 2008年6月4日   | 堀江由衣 クリスマスライブ 〜由衣がサンタに着がえたら      | 堀江由衣 | 「HAPPY SNOW」                                | ライブイベント『堀江由衣 クリスマスライブ 〜由衣がサンタに着がえたら〜』歌唱曲 |
| 2011年8月31日  | DEAR FUTURE                                               | DJ JIMIHENDRIXXX featuring 堀江由衣                                                                                  | 「DEAR FUTURE remix」                         | テレビアニメ『輪るピングドラム』関連曲                                         |
| 2012年5月9日   | MUSIC                                                     | 歌 - 清竜人 / コーラス・セリフ - 高橋諭一 / セリフ - 堀江由衣、Alan Patton、任暁剛、Pedro Valle、Davy Bergier、Denys | 「CAN YOU SPEAK JAPANESE?」                   |                                                                                |
| 2013年12月25日 | 堀江由衣をめぐる冒険IV 〜パイレーツ・オブ・ユイ 3013〜    | 堀江由衣 | 「パイレーツ・オブ・ユイのテーマ」            | ライブイベント『堀江由衣をめぐる冒険IV 〜パイレーツ・オブ・ユイ 3013〜』歌唱曲 |
| 2014年5月13日  | ONENESS                                                   | 堀江由衣 他 | 「ONENESS」                                   | ライブイベント『Animelo Summer Live 2014 -ONENESS-』テーマソング               |
| 2016年4月27日  | 堀江由衣をめぐる冒険V〜狙われた学園祭〜                   | 堀江由衣 | 「青クマ学園校歌」                            | ライブイベント『堀江由衣をめぐる冒険V〜狙われた学園祭〜』歌唱曲                |
| 2017年9月27日  | ボディーガード                                            | ミス・モノクローム（堀江由衣）with 堀江由衣                                                                          | 「ボディーガード」                            | 『ミス・モノクローム』関連曲                                                   |

## キャラクターソング
| 発売日   | 商品名 | 歌 | 楽曲 | 備考 |
| 1997年   | 1997年 | 1997年 | 1997年 | 1997年 |
| -------- | --- | --- | --- | --- |
| 11月6日  | フォトン「のドラマ その1」 | アウン・フレイヤ（堀江由衣） | 「PINCH!（short version）」 | OVA『フォトン』エンディングテーマ                                                                              |
| 11月6日  | フォトン「のドラマ その1」 | アウン・フレイヤ（堀江由衣） | 「こんな気持ちが大好き」 | OVA『フォトン』関連曲                                                                                          |
| 1998年   | | | | |
| 4月3日   | 花咲きKomachi-Girls | 秋山梅子（渕崎ゆり子）、夏川桜子（渡辺久美子）、春木桃子（堀江由衣） | 「Good night girls」 | ドラマCD『花咲きKomachi-Girls』関連曲                                                                          |
| 12月23日 | フォトン「のうた・えくすとら」 | アウン・フレイヤ（堀江由衣）、キーネ・アクア（黒田由美） | 「nothing more」 | OVA『フォトン』関連曲                                                                                          |
| 12月23日 | フォトン「のうた・えくすとら」 | アウン・フレイヤ（堀江由衣） | 「SHUNの恋をしよう」 「PINCH! (easy verion)」                                                                                               | OVA『フォトン』関連曲                                                                                          |
| 1999年   | | | | |
| 1月27日  | 聖ルミナス女学院(3) イメージアルバム ガールズ・トーク                                                                                     | リタ・フォード（堀江由衣） | 「ココロのアンテナ」 | テレビアニメ『聖ルミナス女学院』関連曲                                                                         |
| 1月27日  | 聖ルミナス女学院(3) イメージアルバム ガールズ・トーク                                                                                     | ルミナスガールズ・オールスターズ | 「To-bi-ra」 | テレビアニメ『聖ルミナス女学院』挿入歌                                                                         |
| 3月25日  | エクソダスギルティー CDドラマコレクション                                                                                                 | スィー（堀江由衣）、ラーライラ（長沢美樹） | 「奇跡の光」 | ゲーム『エクソダスギルティー』関連曲                                                                           |
| 8月27日  | 千年王国III銃士ヴァニーナイツ オリジナルサウンドトラック「私だけのアレスト」                                                              | 君島セリア（堀江由衣） | 「空のように…」 | 特撮『千年王国III銃士ヴァニーナイツ』挿入歌                                                                    |
| 12月22日 | 東京魔人學園月紅伝詩編〜雪街 | 真神学園高校聖歌隊 | 「We Wish You A Merry Christmas」 | ドラマCD『東京魔人學園月紅伝詩編』関連曲                                                                       |
| 2000年   | | | | |
| 1月28日  | ラブひな コミックスイメージアルバム | 成瀬川なる（堀江由衣） | 「笑顔の未来へ」 | 漫画『ラブひな』関連曲                                                                                         |
| 3月15日  | ゲートキーパーズ 地球防衛外伝 2「平和の歌を守り抜け！」                                                                                   | キャナリ（堀江由衣） | 「小さな約束」 | ドラマCD『ゲートキーパーズ』関連曲                                                                             |
| 3月23日  | トラブルチョコレート 3rd.アルバム WATCHA!2                                                                                                | ミント（堀江由衣） | 「MAGICAL PEPPERMINT」 | テレビアニメ『トラブルチョコレート』関連曲                                                                     |
| 4月12日  | トラブルチョコレート 4th.アルバム「だって女の子だモン！」                                                                                 | ミント（堀江由衣） | 「恋のetude」 | テレビアニメ『トラブルチョコレート』関連曲                                                                     |
| 4月26日  | 六門天外モンコレナイト 音楽と唄のアルバム「MONDO SIDE」                                                                                   | 柊六奈（堀江由衣） | 「ハートはうらがえし」 | テレビアニメ『六門天外モンコレナイト』関連曲                                                                   |
| 4月26日  | ラブひな キャラクターイメージマキシシングル I LOVE HINA                                                                                   | 成瀬川なる（堀江由衣） | 「毎日がお天気」 | テレビアニメ『ラブひな』挿入歌                                                                                 |
| 5月3日   | 無限のリヴァイアス キャラクターソングコレクション「あしたから」                                                                           | エアーズ・ブルー（檜山修之）、シュタイン・ヘイガー（千葉一伸）、ミシェル・ケイ（堀江由衣）、クリフ・ケイ（長沢直美）、フー・ナムチャイ（江川央生） | 「自分の自由は自分で決めろ」 | テレビアニメ『無限のリヴァイアス』関連曲                                                                       |
| 6月21日  | ラブひな3部作 ラブひな(1) 〜なる・しのぶ・みつね編〜                                                                                      | 成瀬川なる（堀江由衣） | 「約束」 | テレビアニメ『ラブひな』挿入歌                                                                                 |
| 7月19日  | 悠久幻想曲3 〜Perpetual Blue〜 マキシシングルコレクション Vol.6 ここで良かったね                                                          | フローネ・トリーティア（堀江由衣） | 「ここで良かったね」 | ゲーム『悠久幻想曲3 Perpetual Blue』関連曲                                                                     |
| 7月26日  | ラブひな3部作 ラブひな(2) 〜なる・素子・スゥ編〜                                                                                          | 成瀬川なる（堀江由衣） | 「Happy happy * rice shower」 | テレビアニメ『ラブひな』関連曲                                                                                 |
| 8月23日  | ラブひな3部作 ラブひな(3) 〜なる・むつみ・サラ編〜                                                                                        | 成瀬川なる（堀江由衣） | 「ラムネ色の夏」 | テレビアニメ『ラブひな』関連曲                                                                                 |
| 9月21日  | オリジナルサウンドファイル ラブひな | 成瀬川なる（堀江由衣）、前原しのぶ（倉田雅世）、青山素子（浅川悠）、紺野みつね（野田順子）、カオラ・スゥ（高木礼子） | 「いい湯だな」 | テレビアニメ『ラブひな』関連曲                                                                                 |
| 9月21日  | オリジナルサウンドファイル ラブひな | 浦島景太郎（上田祐司）、成瀬川なる（堀江由衣）、乙姫むつみ（雪乃五月） | 「サクラサク -musical version-」 | テレビアニメ『ラブひな』関連曲                                                                                 |
| 9月21日  | オリジナルサウンドファイル ラブひな | 浦島景太郎（上田祐司）、成瀬川なる（堀江由衣）、乙姫むつみ（雪乃五月） | 「リッドくんの大冒険」 | テレビアニメ『ラブひな』挿入歌                                                                                 |
| 9月21日  | オリジナルサウンドファイル ラブひな | 成瀬川なる（堀江由衣）、乙姫むつみ（雪乃五月） | 「スマイル スマイル」 | ゲーム『ラブひな〜突然のエンゲージ・ハプニング』挿入歌                                                         |
| 9月29日  | Parfait Song Collection | ルティル（堀江由衣） | 「poetry love 〜出会いは詩うように〜」 | ゲーム『ハートフルメモリーズ 〜Little Witch Parfait 2〜』テーマソング                                          |
| 2001年   | | | | |
| 1月17日  | A Song Of TROUBLE CHOCOLATE VIRUS | エル（桑島法子）、アール（堀江由衣） | 「Heaven Seven」 | ラジオドラマ『トラブルチョコレート』関連曲                                                                     |
| 1月19日  | エンジェリック・コンサート Song Collection                                                                                                | サフィ＝スィーニー（堀江由衣） | 「トラベルハーモニー」 「ひと言の魔法」 「眠る前のテレパシー」 「毛布のようなあたたかさ」 「心の中の冒険」 「ロマンス寸前」 「Premonition」 | ゲーム『エンジェリック・コンサート』挿入歌                                                                     |
| 1月19日  | エンジェリック・コンサート Song Collection                                                                                                | サフィ＝スィーニー（堀江由衣）、クリノン＝リヴァーレ（田村ゆかり） | 「Myself・Yourself」 | ゲーム『エンジェリック・コンサート』挿入歌                                                                     |
| 1月19日  | ANGELIC CONCERT Song Collection Plus EXTRA TRACK OMNI SHOP SPECIAL                                                                        | サフィ＝スィーニー（堀江由衣） | 「Myself・Yourself」 | ゲーム『エンジェリック・コンサート』挿入歌                                                                     |
| 1月24日  | サイレント・イヴ ラブひな WINTER SPECIAL                                                                                                  | 成瀬川なる（堀江由衣）、前原しのぶ（倉田雅世）、青山素子（浅川悠）、カオラ・スゥ（高木礼子）、紺野みつね（野田順子）、乙姫むつみ（雪乃五月）、サラ・マクドゥガル（小林由美子）                                                                                           | 「祝福」 | テレビアニメ『ラブひな クリスマスSPECIAL! 〜サイレント・イブ〜』エンディングテーマ                             |
| 1月24日  | MELODY/shining★star | SISTER PRINCESS | 「MELODY」 | ゲーム『Sister Princess』オープニングテーマ                                                                    |
| 1月24日  | MELODY/shining★star | SISTER PRINCESS | 「shining★star」 | ゲーム『Sister Princess』エンディングテーマ                                                                    |
| 2月7日   | シスター・プリンセス 〜12人の天使たち〜                                                                                                   | 咲耶（堀江由衣） | 「girlish」 | 『シスター・プリンセス』関連曲                                                                                 |
| 3月7日   | Tales of Eternia -THE ANIMATION- オリジナルサウンドトラック「トスウク」                                                                   | メルディ（南央美）、コリーナ・ソルジェンテ（堀江由衣） | 「Count Down to Paradise」 | テレビアニメ『テイルズ オブ エターニア THE ANIMATION』挿入歌                                                   |
| 3月16日  | ひなたガールズソングベスト 〜ラブひな〜                                                                                                   | 成瀬川なる（堀江由衣）、前原しのぶ（倉田雅世）、乙姫むつみ（雪乃五月） | 「春だもの！」 | テレビアニメ『ラブひな』関連曲                                                                                 |
| 3月16日  | ひなたガールズソングベスト 〜ラブひな〜                                                                                                   | 成瀬川なる（堀江由衣）、前原しのぶ（倉田雅世）、乙姫むつみ（雪乃五月） | 「スマイル スマイル 〜VERSION2001〜」 | ゲーム『ラブひな スマイル・アゲイン』オープニングテーマ                                                        |
| 3月16日  | ひなたガールズソングベスト 〜ラブひな〜                                                                                                   | 成瀬川なる（堀江由衣）、前原しのぶ（倉田雅世）、青山素子（浅川悠）、カオラ・スゥ（高木礼子）、紺野みつね（野田順子）、乙姫むつみ（雪乃五月）、サラ・マクドゥガル（小林由美子）                                                                                           | 「未来への贈り物」 | テレビアニメ『ラブひな』関連曲                                                                                 |
| 3月24日  | ラブひな 〜メモリアルマキシシングル〜 Friendship                                                                                          | 成瀬川なる（堀江由衣）、前原しのぶ（倉田雅世）、青山素子（浅川悠）、カオラ・スゥ（高木礼子）、紺野みつね（野田順子）、乙姫むつみ（雪乃五月）、サラ・マクドゥガル（小林由美子）                                                                                           | 「Friendship」 | テレビアニメ『ラブひな』関連曲                                                                                 |
| 3月24日  | ラブひな 〜メモリアルマキシシングル〜 Friendship                                                                                          | 成瀬川なる（堀江由衣） | 「春だもの！-なるVersion-」 | テレビアニメ『ラブひな』関連曲                                                                                 |
| -        | - | 景太郎（上田祐司）&ひなたガールズ | 「わたしのうた」 | テレビアニメ『ラブひな 春スペシャル 〜キミ サクラチルナカレ!!〜』挿入歌                                        |
| 4月27日  | 藍より青し 歌絵巻 | 水無月妙子（堀江由衣） | 「Happyカレーライス」 | ドラマCD『藍より青し』関連曲                                                                                   |
| 7月4日   | 笑顔がNo.1!やっぱりネ | SISTER PRINCESS | 「笑顔がNo.1!やっぱりネ」 「まひるのアヒル」 「私のダーリン♥」                                                                              | テレビアニメ『シスター♥プリンセス』関連曲                                                                      |
| 8月29日  | Sister Princess Original Sound Track Angel Jukebox                                                                                        | 可憐（桑谷夏子）、咲耶（堀江由衣） | 「想い」 | テレビアニメ『シスター♥プリンセス』関連曲                                                                      |
| 9月29日  | Sister Princess Kaleidoscope | SISTER PRINCESS | 「Kaleidoscope」 「per favore Boy」 | テレビアニメ『シスター♥プリンセス』関連曲                                                                      |
| 9月29日  | Sister Princess Kaleidoscope | 咲耶（堀江由衣）、千影（川澄綾子） | 「Silent moon」 | テレビアニメ『シスター♥プリンセス』関連曲                                                                      |
| 9月29日  | Sister Princess Kaleidoscope | SISTER PRINCESS | 「TENDER GREEN」 | ラジオ『シスター・プリンセス〜お兄ちゃんといっしょ』エンディングテーマ                                         |
| 10月3日  | ひなたガールズソングベスト2 〜ラブひな〜                                                                                                  | 成瀬川なる（堀江由衣）、前原しのぶ（倉田雅世）、青山素子（浅川悠）、カオラ・スゥ（高木礼子）、紺野みつね（野田順子）、乙姫むつみ（雪乃五月）、サラ・マクドゥガル（小林由美子）                                                                                           | 「イツマデモ ドコマデモ」 「祝福」 | テレビアニメ『ラブひな』関連曲                                                                                 |
| 10月3日  | ひなたガールズソングベスト2 〜ラブひな〜                                                                                                  | 成瀬川なる（堀江由衣）、青山素子（浅川悠）、紺野みつね（野田順子）、乙姫むつみ（雪乃五月） | 「LOVE LABYRINTH」 | テレビアニメ『ラブひな』関連曲                                                                                 |
| 10月3日  | ひなたガールズソングベスト2 〜ラブひな〜                                                                                                  | 成瀬川なる（堀江由衣） | 「祝福」 | テレビアニメ『ラブひな』関連曲                                                                                 |
| 2002年   | | | | |
| 3月27日  | シャーマンキング ボーカルコレクション 〜歌の万辞苑〜                                                                                      | アイアン・メイデン・ジャンヌ（堀江由衣） | 「その先のJustice」 | テレビアニメ『シャーマンキング』関連曲                                                                         |
| 4月5日   | オリジナルサントラ 〜ラブひなAgain〜 | 浦島景太郎（上田祐司）、成瀬川なる（堀江由衣） | 「be for you, be for me 〜景太郎&なるVer.〜」                                                                                               | OVA『ラブひなAgain』関連曲                                                                                     |
| 10月23日 | シャーマンキング ドラマ&キャラクターソングアルバム「恐山ル・ヴォワール 〜prologue to shaman〜」                                           | アイアン・メイデン・ジャンヌ（堀江由衣） | 「IN YOU」 | テレビアニメ『シャーマンキング』関連曲                                                                         |
| 12月25日 | SAMURAI DEEPER KYO キャラクターヴォーカルアルバム「狂奏歌」                                                                               | 椎名ゆや（堀江由衣） | 「青薄」 | テレビアニメ『SAMURAI DEEPER KYO』関連曲                                                                       |
| 2003年   | | | | |
| 3月5日   | ななか6/17 ヴォーカル&ドラマアルバム「うたう♪えほん」                                                                                     | 雨宮ゆり子（堀江由衣） | 「気づいて」 | ドラマCD『ななか6/17 めもりーのーと』挿入歌                                                                    |
| 3月26日  | ななか6/17 オリジナルサウンドトラック「ココロノオト」                                                                                     | 晴天高校2年B組 | 「遠い丘」 | テレビアニメ『ななか6/17』挿入歌                                                                               |
| 3月26日  | LOVE FLOWERS | SISTER PRINCESS | 「LOVE FLOWERS」 | ゲーム『Sister Princess 2』オープニングテーマ                                                                  |
| 3月26日  | LOVE FLOWERS | SISTER PRINCESS | 「夢のかけら」 | ゲーム『Sister Princess 2』エンディングテーマ                                                                  |
| 4月2日   | エンジェリック・コンサート ボーカルコレクション                                                                                           | サフィ＝スィーニー（堀江由衣） | 「ひと言の魔法（アレンジ）」 「心の中の冒険（アレンジ）」 「Premonition（アレンジ）」                                                       | ゲーム『エンジェリック・コンサート アンコール』挿入歌                                                          |
| 4月2日   | エンジェリック・コンサート ボーカルコレクション                                                                                           | サフィ＝スィーニー（堀江由衣）、クリノン＝リヴァーレ（田村ゆかり） | 「Myself・Yourself（アレンジ）」 | ゲーム『エンジェリック・コンサート アンコール』挿入歌                                                          |
| 8月27日  | ウルトラマニアック キャラクターソング&BGM集「Magical Songs」                                                                              | 立石亜由（堀江由衣） | 「あなたが好き。」 | テレビアニメ『ウルトラマニアック』関連曲                                                                       |
| 9月26日  | 恋して 夢見て KISSして… | 佐倉仁菜（神田朱未）、立石亜由（堀江由衣） | 「恋して 夢見て KISSして…」 「恋するバランス」                                                                                              | テレビアニメ『ウルトラマニアック』関連曲                                                                       |
| 10月22日 | D.C. 〜ダ・カーポ〜 キャラクターイメージソングVol.3 白河ことり×天枷美春                                                                   | 白河ことり（堀江由衣） | 「Pureness」 | テレビアニメ『D.C. 〜ダ・カーポ〜』関連曲                                                                      |
| 11月6日  | SAKURA〜雪月華〜 劇中歌全集 | 草薙小雪（堀江由衣） | 「空のリフレイン」 | ゲーム『SAKURA 〜雪月華〜』オープニングテーマ                                                                  |
| 11月6日  | SAKURA〜雪月華〜 劇中歌全集 | 草薙小雪（堀江由衣） | 「桜見る運命」 | ゲーム『SAKURA〜雪月華〜』エンディングテーマ                                                                   |
| 11月21日 | 魔探偵ロキ RAGNAROK キャラクターCD Vol.2 大堂寺繭良&大島玲也                                                                              | 大堂寺繭良（堀江由衣） | 「世界はフシギに満ちている」 | テレビアニメ『魔探偵ロキ RAGNAROK』関連曲                                                                      |
| 12月21日 | シスター・プリンセス&シスター・プリンセスRePure X'mas Song Collection                                                                     | シスタープリンセス +1 | 「その奇跡は永遠に」 | テレビアニメ『シスター♥プリンセス』挿入歌                                                                      |
| 12月21日 | シスター・プリンセス&シスター・プリンセスRePure X'mas Song Collection                                                                     | SISTER PRINCESS | 「Merry Very Xmas」 | テレビアニメ『シスター・プリンセス RePure』エンディングテーマ                                                  |
| 12月26日 | そらいろFairy | SISTER PRINCESS | 「そらいろFairy」 | ゲーム『Sister Princess 2 プレミアムファンディスク』オープニングテーマ                                         |
| 12月26日 | そらいろFairy | SISTER PRINCESS | 「しあわせプリンセス」 | ゲーム『Sister Princess 2 プレミアムファンディスク』エンディングテーマ                                         |
| 12月28日 | 瓶詰妖精イメージアルバム「four seasons」                                                                                                  | Bottle fairy | 「教えてせんせいさん」 | テレビアニメ『瓶詰妖精』オープニングテーマ                                                                     |
| 12月28日 | 瓶詰妖精イメージアルバム「four seasons」                                                                                                  | さらら（堀江由衣） | 「秋唄〜さらら〜」 | テレビアニメ『瓶詰妖精』エンディングテーマ                                                                     |
| 12月28日 | 瓶詰妖精イメージアルバム「four seasons」                                                                                                  | Bottle fairy | 「四季唄〜瓶詰妖精〜」 | テレビアニメ『瓶詰妖精』エンディングテーマ                                                                     |
| 2004年   | | | | |
| 2月25日  | D.C. 〜ダ・カーポ〜 DVD-BOX第3巻 特典CD                                                                                                   | 朝倉音夢（野川さくら）、天枷美春（神田朱未）、白河ことり（堀江由衣）、芳乃さくら（田村ゆかり）、水越眞子（松岡由貴）、水越萌（伊月ゆい） | 「風見学園校歌」 | ゲーム『D.C. 〜ダ・カーポ〜』関連曲                                                                            |
| 3月3日   | 十兵衛ちゃん2 -シベリア柳生の逆襲- オリジナルサウンドトラック 〜気付けば音楽聴いていた〜                                                  | 菜ノ花自由（堀江由衣）、柳生フリーシャ（中山恵里奈） | 「シベリアから300年の愛をこめて」 | テレビアニメ『十兵衛ちゃん2 -シベリア柳生の逆襲-』関連曲                                                       |
| 3月24日  | S・F・O・V IV | アイアン・メイデン・ジャンヌ（堀江由衣） | 「Pacem In Terris」 | ゲーム『シャーマンキング ふんばりスピリッツ』挿入歌                                                            |
| 4月7日   | D.C.P.S. 〜ダ・カーポ〜 プラスシチュエーション キャラクターイメージソングVol.1 D.C.P.S.C.S.1                                              | 白河ことり（堀江由衣） | 「そよ風のハーモニー」 | ゲーム『D.C.P.S. 〜ダ・カーポ〜 プラスシチュエーション』挿入歌                                                 |
| 5月1日   | 魔法先生ネギま！ 麻帆良学園中等部2-A 出席番号のうた                                                                                       | 麻帆良学園中等部2-A | 「出席番号のうた」 | テレビアニメ『魔法先生ネギま!』関連曲                                                                          |
| 6月23日  | 魔法先生ネギま! 麻帆良学園中等部2-A 9月:運動部仲良し4人組                                                                                 | 運動部仲良し4人組 | 「GLOW WILD」 | テレビアニメ『魔法先生ネギま!』関連曲                                                                          |
| 7月7日   | D.C.P.S. 〜ダ・カーポ〜 プラスシチュエーション キャラクターイメージソング Vol.2 D.C.P.S.C.S.2                                             | 白河ことり（堀江由衣） | 「Love song 歌お！」 | ゲーム『D.C.I.F. 〜ダ・カーポ〜 イノセントフィナーレ』エンディングテーマ                                       |
| 7月22日  | 瓶詰妖精イメージアルバム2 「あさ・ひる・よる」                                                                                            | Bottle fairy | 「教えてせんせいさん」 「教えてせんせいさん〜なつ」                                                                                         | テレビアニメ『瓶詰妖精』関連曲                                                                                 |
| 7月22日  | 瓶詰妖精イメージアルバム2 「あさ・ひる・よる」                                                                                            | さらら（堀江由衣） | 「さららの男のみち」 | テレビアニメ『瓶詰妖精』関連曲                                                                                 |
| 8月25日  | 双恋 character song series #2 一条薫子&菫子                                                                                               | 一条薫子（堀江由衣）、一条菫子（小清水亜美） | 「無敵のHAPPY GIRL」 「ともだち以上はだーれ？」                                                                                             | ゲーム『双恋 -フタコイ-』関連曲                                                                                |
| 8月25日  | 魔法先生ネギま! 麻帆良学園中等部2-A: 2学期                                                                                                | バカレンジャー | 「戦え！バカレンジャー」 | テレビアニメ『魔法先生ネギま！』関連曲                                                                         |
| 9月23日  | 甘辛日夜〜Ama-Kara Night&Day〜 | 桜月キラ（伊月ゆい）、桜月ユラ（綱掛裕美）、一条薫子（堀江由衣）、一条菫子（小清水亜美）、白鐘沙羅（水橋かおり）、白鐘双樹（門脇舞）、雛菊るる（長谷川静香）、雛菊らら（落合祐里香）、千草初（吉住梢）、千草恋（桑谷夏子）、桃衣愛（たかはし智秋）、桃衣舞（三五美奈子） | 「甘辛日夜〜Ama-Kara Night&Day〜」 「宝物」                                                                                                 | テレビアニメ『双恋』イメージソング                                                                             |
| 10月27日 | スクールランブル: 沢近愛理 | 沢近愛理（堀江由衣） | 「Feel my feeling」 | テレビアニメ『スクールランブル』挿入歌                                                                         |
| 11月3日  | センチメンタルプレリュード オリジナルサウンドトラック                                                                                     | 仁科あゆみ（堀江由衣）、篠原さおり（松来未祐）、永瀬藍子（今井麻美） | 「風のささやき」 | ゲーム『センチメンタルプレリュード』オープニングテーマ                                                         |
| 11月3日  | センチメンタルプレリュード オリジナルサウンドトラック                                                                                     | SPガールズ | 「想い出がいっぱい」 | ゲーム『センチメンタルプレリュード』エンディングテーマ                                                         |
| 12月5日  | SCHOOL RUMBLE 4 EVER | 塚本天満（小清水亜美）、周防美琴（生天目仁美）、沢近愛理（堀江由衣）、高野晶（清水香里） | 「School Rumble 4 Ever」 | テレビアニメ『スクールランブル』エンディングテーマ                                                             |
| 12月22日 | FU・WA・RI 告白! | 桜月キラ（伊月ゆい）、桜月ユラ（綱掛裕美）、一条薫子（堀江由衣）、一条菫子（小清水亜美）、白鐘沙羅（水橋かおり）、白鐘双樹（門脇舞）、雛菊るる（長谷川静香）、雛菊らら（落合祐里香）、千草初（吉住梢）、千草恋（桑谷夏子）、桃衣愛（たかはし智秋）、桃衣舞（三五美奈子） | 「FU・WA・RI 告白！」 | ゲーム『双恋 -フタコイ-』オープニングテーマ                                                                    |
| 12月22日 | FU・WA・RI 告白! | 桜月キラ（伊月ゆい）、桜月ユラ（綱掛裕美）、一条薫子（堀江由衣）、一条菫子（小清水亜美）、白鐘沙羅（水橋かおり）、白鐘双樹（門脇舞）、雛菊るる（長谷川静香）、雛菊らら（落合祐里香）、千草初（吉住梢）、千草恋（桑谷夏子）、桃衣愛（たかはし智秋）、桃衣舞（三五美奈子） | 「わいわいLove balloon」 | ゲーム『双恋 -フタコイ-』エンディングテーマ                                                                    |
| 2005年   | | | | |
| 3月24日  | サンリオTVオリジナルソングブック「げんきSONG!!〜みんな nakayoku!」                                                                        | ベリーナ（木村亜希子）、バニャニャン（かかずゆみ）、メロリーナ（堀江由衣） | 「だいすきポップンベリー」 | テレビアニメ『ポップンベリーの○○○占い』イメージソング                                                          |
| 3月24日  | まほらば Heartful days ボーカル&ドラマアルバム「鳴滝荘へ、いらっしゃい」                                                                  | 茶ノ畑珠実（堀江由衣） | 「Candy Holiday」 | テレビアニメ『まほらば Heartful Days』関連曲                                                                   |
| 4月6日   | ハッピー☆マテリアル 3月度 | 麻帆良学園中等部2-A | 「ハッピー☆マテリアル」 | テレビアニメ『魔法先生ネギま！』オープニングテーマ                                                             |
| 7月6日   | 恋泥棒ごっこ | 桜月キラ（伊月ゆい）、桜月ユラ（綱掛裕美）、一条薫子（堀江由衣）、一条菫子（小清水亜美）、白鐘沙羅（水橋かおり）、白鐘双樹（門脇舞）、雛菊るる（長谷川静香）、雛菊らら（落合祐里香）、千草初（吉住梢）、千草恋（桑谷夏子）、桃衣愛（たかはし智秋）、桃衣舞（三五美奈子） | 「恋泥棒ごっこ」 | ゲーム『フタコイ オルタナティブ 恋と少女とマシンガン』オープニングテーマ                                       |
| 8月3日   | ハッピー☆マテリアル/輝く君へ〜Peace | 麻帆良学園中等部2-A | 「ハッピー☆マテリアル」 | テレビアニメ『魔法先生ネギま！』オープニングテーマ                                                             |
| 8月3日   | ハッピー☆マテリアル/輝く君へ〜Peace | 麻帆良学園中等部2-A | 「輝く君へ〜Peace」 | テレビアニメ『魔法先生ネギま！』エンディングテーマ                                                             |
| 8月24日  | 黄色いバカンス | 桃月学園1年C組 feat.上原都 | 「黄色いバカンス（feat.片桐姫子）」 | テレビアニメ『ぱにぽにだっしゅ!』オープニングテーマ                                                            |
| 8月24日  | 黄色いバカンス | 桃月学園1年C組 feat.橘玲 | 「黄色いバカンス（feat.橘玲）」 | テレビアニメ『ぱにぽにだっしゅ!』オープニングテーマ                                                            |
| 9月22日  | ルーレット☆ルーレット | 桃月学園1年C組 feat.一条さん | 「ルーレット☆ルーレット（feat.一条さん）」                                                                                                  | テレビアニメ『ぱにぽにだっしゅ!』オープニングテーマ                                                            |
| 9月22日  | ルーレット☆ルーレット | 桃月学園1年C組 feat.桃瀬くるみ | 「ルーレット☆ルーレット（feat.桃瀬くるみ）」                                                                                                | テレビアニメ『ぱにぽにだっしゅ!』オープニングテーマ                                                            |
| 10月26日 | D.C.S.S. 〜ダ・カーポ セカンドシーズン〜 ボーカルアルバム Vol.1                                                                           | 白河ことり（堀江由衣） | 「アンダンテ」 | テレビアニメ『D.C.S.S. 〜ダ・カーポ セカンドシーズン〜』関連曲                                                 |
| 11月23日 | 少女Q | 桃月学園1年C組 feat.上原都 | 「少女Q（feat.上原都）」 | テレビアニメ『ぱにぽにだっしゅ！』オープニングテーマ                                                           |
| 11月23日 | 少女Q | 桃月学園1年C組 feat.6号さん | 「少女Q（feat.6号さん）」 | テレビアニメ『ぱにぽにだっしゅ！』オープニングテーマ                                                           |
| 12月21日 | コンパス 〜笑顔の行方〜 | 大佛はずむ（植田佳奈）、神泉やす菜（堀江由衣）、来栖とまり（田村ゆかり） | 「コンパス 〜笑顔の行方〜」 | ラジオ『佳奈・由衣・ゆかりのかしましらじお』テーマソング                                                       |
| 12月21日 | ラブひな ヴォーカル・コンプリート・ボックス「届け、私たちの歌」                                                                           | 成瀬川なる（堀江由衣） | 「笑顔の未来へ-2005-」 「毎日がお天気-2005-」 「Happy happy * rice shower-2005-」 「ラムネ色の夏-2005-」                                    | テレビアニメ『ラブひな』関連曲                                                                                 |
| 2006年   | | | | |
| 1月25日  | いぬかみっ！ キャラクターコレクションCD1 ようこ&啓太                                                                                      | ようこ（堀江由衣） | 「ちょこれーとケーキ☆宣言」 | テレビアニメ『いぬかみっ!』関連曲                                                                              |
| 1月25日  | いぬかみっ！ キャラクターコレクションCD1 ようこ&啓太                                                                                      | ようこ（堀江由衣）、川平啓太（福山潤） | 「いぬかみっ！ 狂走曲 第一幕 ようこと啓太編 懲りない日常」                                                                                  | テレビアニメ『いぬかみっ!』関連曲                                                                              |
| 2月8日   | D.C. Four Seasons 〜ダ・カーポ〜 フォーシーズンズ ボーカルミニアルバム                                                                    | 白河ことり（堀江由衣） | 「二人だけの音楽会」 | ゲーム『D.C. Four Seasons 〜ダ・カーポ〜 フォーシーズンズ』イメージソング                                      |
| 3月29日  | 魔法先生ネギま！ 大麻帆良祭 ライブCD | ネギ・スプリングフィールド&麻帆良学園中等部3-A | 「麻帆良学園校歌」 「ハッピー☆マテリアル メドレー」 「ハッピー☆マテリアル」 「輝く君へ」                                                    | テレビアニメ『魔法先生ネギま！』関連曲                                                                         |
| 4月5日   | テレビアニメ『かしまし 〜ガール・ミーツ・ガール〜』イメージソング集 Norte Amour                                                           | 神泉やす菜（堀江由衣） | 「my first love」 | テレビアニメ『かしまし 〜ガール・ミーツ・ガール〜』関連曲                                                      |
| 4月5日   | テレビアニメ『かしまし 〜ガール・ミーツ・ガール〜』イメージソング集 Norte Amour                                                           | 神泉やす菜（堀江由衣） | 「みちしるべ（TV size） やす菜バージョン」                                                                                                  | テレビアニメ『かしまし 〜ガール・ミーツ・ガール〜』エンディングテーマ                                          |
| 5月10日  | D.C.S.S. 〜ダ・カーポ セカンドシーズン〜 ボーカルアルバム Vol.2                                                                           | 朝倉音夢（野川さくら）、白河ことり（堀江由衣） | 「愛を知る季節」 | テレビアニメ『D.C.S.S. 〜ダ・カーポ セカンドシーズン〜』関連曲                                                 |
| 7月26日  | 乙女はお姉さまに恋してる キャラクターソングシリーズ PART1 瑞穂・紫苑・まりや                                                              | 宮小路瑞穂（堀江由衣） | 「愛する人へ」 | テレビアニメ『乙女はお姉さまに恋してる』関連曲                                                                 |
| 9月6日   | まなびストレート! キャラクターミニアルバム 天宮学美                                                                                       | 天宮学美（堀江由衣） | 「まっすぐ大作戦♪」 「生徒会室REVOLUTION」                                                                                                  | テレビアニメ『がくえんゆーとぴあ まなびストレート!』関連曲                                                     |
| 9月21日  | いぬかみっ！ 狂走曲 そのいちっ！ 〜Kichijitsu Love Story!?〜                                                                              | ようこ（堀江由衣）、川平啓太（福山潤） | 「情熱オムライス☆スィートコーンスープ添え」                                                                                                 | テレビアニメ『いぬかみっ！』関連曲                                                                             |
| 9月21日  | ゼロの使い魔 キャラクターCD4 シエスタ&アンリエッタ編                                                                                      | シエスタ（堀江由衣） | 「瞳の中の夕焼け 〜My truth〜」 | テレビアニメ『ゼロの使い魔』関連曲                                                                             |
| 12月6日  | ネギま!? うたのCD (1) | マホラ戦隊バカレンジャー | 「マホラ戦隊バカレンジャー」 | テレビアニメ『ネギま!?』関連曲                                                                                 |
| 12月21日 | いぬかみっ！ キャラクターボーカルアルバム paradiso                                                                                        | ようこ（堀江由衣）、なでしこ（名塚佳織） | 「Love Love Paradiso」 | テレビアニメ『いぬかみっ！』関連曲                                                                             |
| 12月21日 | いぬかみっ！ キャラクターボーカルアルバム paradiso                                                                                        | 犬神戦隊ワンダー・ファイブ | 「犬神戦隊ワンダー・ファイブ」 | テレビアニメ『いぬかみっ！』関連曲                                                                             |
| 12月21日 | いぬかみっ！ キャラクターボーカルアルバム paradiso                                                                                        | ようこ（堀江由衣） | 「Necessary」 | テレビアニメ『いぬかみっ！』関連曲                                                                             |
| 12月21日 | いぬかみっ！ キャラクターボーカルアルバム paradiso                                                                                        | ようこ（堀江由衣）、川平啓太（福山潤） | 「Make it Real with Love」 | テレビアニメ『いぬかみっ！』関連曲                                                                             |
| 12月22日 | 裏スクールランブル二学期 〜メガネの聖戦！〜                                                                                               | 沢近愛理（堀江由衣） / Rap - 播磨拳児（高橋広樹） | 「DEPENDENCE」 | テレビアニメ『スクールランブル 二学期』関連曲                                                                  |
| 12月24日 | BlancNoir 〜きっとうまくいくよ〜 | しろうさ（堀江由衣）、くろうさ（木村亜希子） | 「BlancNoir 〜きっとうまくいくよ〜」 | テレビアニメ『シュガーバニーズ』関連曲                                                                         |
| 2007年   | | | | |
| 1月24日  | ネギま!? 1000%BOX | 雪広あやか（皆川純子）、佐々木まき絵（堀江由衣）、古菲（Hazuki) | 「1000%SPARKING!」 | テレビアニメ『ネギま!?』オープニングテーマ                                                                     |
| 1月24日  | ネギま!? 1000%BOX | 雪広あやか（皆川純子）、佐々木まき絵（堀江由衣）、古菲（Hazuki) | 「A-LY-YA!」 | テレビアニメ『ネギま!?』エンディングテーマ                                                                     |
| 1月24日  | ネギま!? 1000%BOX | 雪広あやか（皆川純子）、佐々木まき絵（堀江由衣）、古菲（Hazuki) | 「1000%SPARKING!〈オーケストラミックス〉」                                                                                                  | テレビアニメ『ネギま!?』関連曲                                                                                 |
| 1月24日  | ネギま!? 1000%BOX | ネギ・スプリングフィールド&麻帆良学園中等部3-A | 「1000%SPARKING!」 | テレビアニメ『ネギま!?』オープニングテーマ                                                                     |
| 1月24日  | ネギま!? 1000%BOX | ネギ・スプリングフィールド&麻帆良学園中等部3-A | 「A-LY-YA!」 | テレビアニメ『ネギま!?』エンディングテーマ                                                                     |
| 2月21日  | がくえんゆーとぴあ まなびストレート! オリジナルサウンドトラック 聖桜学園 アンサンブルI                                                    | 天宮学美（堀江由衣） | 「まっすぐ大作戦♪ Trance Mix」 「生徒会室REVOLUTION 潮風吹込む生徒会室 Version」                                                            | テレビアニメ『がくえんゆーとぴあ まなびストレート！』関連曲                                                    |
| 3月21日  | 聖桜学園学園祭 | 天宮学美（堀江由衣） | 「聖桜学園校歌 学園祭Ver.」 | テレビアニメ『がくえんゆーとぴあ まなびストレート！』挿入歌                                                    |
| 3月21日  | ながされて藍蘭島 恋してMAGIC SOUL PARTY "踊らされてディスコ島"                                                                            | すず（堀江由衣） | 「Lovin' you」 | テレビアニメ『ながされて藍蘭島』関連曲                                                                         |
| 3月21日  | ながされて藍蘭島 恋してMAGIC SOUL PARTY "踊らされてディスコ島"                                                                            | すず（堀江由衣）、東方院行人（下野紘） | 「Siesta」 | テレビアニメ『ながされて藍蘭島』関連曲                                                                         |
| 3月21日  | ながされて藍蘭島 恋してMAGIC SOUL PARTY "踊らされてディスコ島"                                                                            | すず（堀江由衣）、まち（高橋美佳子）、あやね（千葉紗子）、りん（白石涼子）、ちかげ（伊藤静）、ゆきの（長谷川静香）、梅梅（生天目仁美）、東方院行人（下野紘） | 「宝物」 | テレビアニメ『ながされて藍蘭島』関連曲                                                                         |
| 3月24日  | Pandora | ようこ（堀江由衣） | 「Pandora」 | 劇場アニメ『いぬかみっ！ THE MOVIE 特命霊的捜査官・仮名史郎っ！』関連曲                                        |
| 4月4日   | ミラクルストレート! | 天宮学美（堀江由衣）、稲森光香（野中藍）、上原むつき（井上麻里奈）、衛藤芽生（平野綾）、小鳥桃葉（藤田咲） | 「ミラクルストレート！」 | ゲーム『がくえんゆーとぴあ まなびストレート！ キラキラ☆Happy Festa!』オープニングテーマ                        |
| 4月4日   | ミラクルストレート! | 天宮学美（堀江由衣） | 「夢・パノラマワイド（まなびVersion）」 | ゲーム『がくえんゆーとぴあ まなびストレート！ キラキラ☆Happy Festa!』エンディングテーマ                        |
| 5月16日  | がくえんゆーとぴあ まなびストレート! オリジナルサウンドトラック 聖桜生徒会 アンサンブルII                                                 | 天宮学美（堀江由衣）、稲森光香（野中藍）、上原むつき（井上麻里奈）、衛藤芽生（平野綾）、小鳥桃葉（藤田咲） | 「A Happy Life （最終話ver.）」 | テレビアニメ『がくえんゆーとぴあ まなびストレート！』オープニングテーマ                                        |
| 5月16日  | がくえんゆーとぴあ まなびストレート! オリジナルサウンドトラック 聖桜生徒会 アンサンブルII                                                 | 天宮学美（堀江由衣）、稲森光香（野中藍） | 「ち・ぐ・は・ぐ」 | テレビアニメ『がくえんゆーとぴあ まなびストレート！』関連曲                                                    |
| 5月16日  | がくえんゆーとぴあ まなびストレート! オリジナルサウンドトラック 聖桜生徒会 アンサンブルII                                                 | 歌 - 小鳥桃葉（藤田咲） / セリフ - 天宮学美（堀江由衣）、稲森光香（野中藍）、上原むつき（井上麻里奈）、衛藤芽生（平野綾） | 「ニュース・Why・Mo・Mo」 | テレビアニメ『がくえんゆーとぴあ まなびストレート！』関連曲                                                    |
| 5月16日  | がくえんゆーとぴあ まなびストレート! オリジナルサウンドトラック 聖桜生徒会 アンサンブルII                                                 | 天宮学美（堀江由衣） | 「聖桜学園校歌」 | テレビアニメ『がくえんゆーとぴあ まなびストレート！』関連曲                                                    |
| 5月23日  | ながされて藍蘭島 聴いちゃって 島の音 其の壱                                                                                               | すず（堀江由衣） | 「雨降りお月さん」 | テレビアニメ『ながされて藍蘭島』挿入歌                                                                         |
| 6月27日  | ながされて藍蘭島 恋してROCK'N'ROLL SHOWTIME "騒いじゃって ロック島"                                                                       | すず（堀江由衣） | 「いちばんたいせつなもの」 | テレビアニメ『ながされて藍蘭島』関連曲                                                                         |
| 6月27日  | ながされて藍蘭島 恋してROCK'N'ROLL SHOWTIME "騒いじゃって ロック島"                                                                       | すず（堀江由衣）、まち（高橋美佳子）、あやね（千葉紗子）、りん（白石涼子）、ちかげ（伊藤静）、ゆきの（長谷川静香）、梅梅（生天目仁美）、東方院行人（下野紘） | 「宝物 〜Island Breeze〜」 | テレビアニメ『ながされて藍蘭島』関連曲                                                                         |
| 10月10日 | アイドルマスター XENOGLOSSIA キャラクターアルバムVol.2 熱唱！巨大（サンライズ）ロボットアニメソング・嵐                                   | 萩原雪歩（堀江由衣） | 「メロスのように-LONELY WAY-」 | テレビアニメ『アイドルマスター XENOGLOSSIA』関連曲                                                             |
| 10月10日 | mst!SPECIAL CD | 天宮学美（堀江由衣）、稲森光香（野中藍）、上原むつき（井上麻里奈）、衛藤芽生（平野綾）、小鳥桃葉（藤田咲） | 「夢・パノラマワイド フルサイズVer.」 | ゲーム『がくえんゆーとぴあ まなびストレート！ キラキラ☆Happy Festa!』エンディングテーマ                        |
| 10月10日 | mst!SPECIAL CD | 天宮学美（堀江由衣） | 「聖桜学園校歌 1話O.A. Ver.」 | テレビアニメ『がくえんゆーとぴあ まなびストレート！』挿入歌                                                    |
| 10月24日 | ゼロの使い魔 〜双月の騎士〜 キャラクターCD3 シエスタ                                                                                      | シエスタ（堀江由衣） | 「空がくれた贈り物」 | テレビアニメ『ゼロの使い魔 〜双月の騎士〜』関連曲                                                              |
| 12月19日 | キティズパラダイスPLUS ソング・ブック サンリオキャラクターとうたおう！ アニメ・ソング                                                     | しろうさ（堀江由衣）、くろうさ（木村亜希子） | 「きっとうまくいくよ」 | テレビアニメ『シュガーバニーズ』オープニングテーマ                                                             |
| 12月29日 | コミックマーケット73限定CD「ひぐらしのなく頃に解」                                                                                        | 羽入（堀江由衣）、古手梨花（田村ゆかり）、鷹野三四（伊藤美紀）、富竹ジロウ（大川透） | 「ひぐらしのなく頃に解 〜character case book〜 スペシャルミックスメドレー」                                                                 | テレビアニメ『ひぐらしのなく頃に解』関連曲                                                                     |
| 12月29日 | ひぐらしのなく頃に解〜character case book〜 Vol.1 羽入Link古手梨花                                                                        | 羽入（堀江由衣） | 「なのです☆」 | テレビアニメ『ひぐらしのなく頃に解』関連曲                                                                     |
| 2008年   | | | | |
| 1月23日  | スカイガールズ キャラクターベストアルバム                                                                                                 | 藤枝七恵（堀江由衣） | 「The First Star」 | テレビアニメ『スカイガールズ』関連曲                                                                           |
| 4月9日   | D.C.II 〜ダ・カーポII〜 キャラクターソングVol.5 朝倉由夢                                                                                  | 朝倉由夢（堀江由衣） | 「陽だまりドライブ」 「ホットミルク」 | テレビアニメ『D.C.II 〜ダ・カーポII〜』関連曲                                                                  |
| -        | - | マタ・タミ（堀江由衣） | 「小さな鳥の見る夢は」 | 劇場アニメ『クレヨンしんちゃん ちょー嵐を呼ぶ 金矛の勇者』挿入歌                                               |
| 8月15日  | ひぐらしのなく頃に Series Character Song Remix CD 〜なにかがちがうのです☆〜                                                               | 羽入（堀江由衣） | 「なのです☆〜オヤシロさまBREAKS〜」 「なのです☆〜ハイスピードあうあうトランス〜」 「なのです☆〜deep smoke mix〜」                           | テレビアニメ『ひぐらしのなく頃に解』関連曲                                                                     |
| 8月27日  | SCHOOL RUMBLE FOREVER | 塚本天満（小清水亜美）、塚本八雲（能登麻美子）featuring 周防美琴（生天目仁美）、沢近愛理（堀江由衣）、高野晶（清水香里） | 「School Rumble Forever」 | OAD『スクールランブル 三学期』エンディングテーマ                                                               |
| 8月27日  | ハッピー☆マテリアル リターン | 麻帆良学園中等部3-A | 「ハッピー☆マテリアル リターン」 | OAD『魔法先生ネギま! 〜白き翼 ALA ALBA〜』オープニングテーマ                                                   |
| 8月27日  | ハッピー☆マテリアル リターン | 麻帆良学園中等部3-A | 「輝く君へ」 | OAD『魔法先生ネギま! 〜白き翼 ALA ALBA〜』エンディングテーマ                                                   |
| 8月27日  | ハッピー☆マテリアル リターン | 麻帆良学園中等部3-A | 「A-LY-YA」 | テレビアニメ『ネギま!?』関連曲                                                                                 |
| 9月17日  | 一騎当千ベストソング・コレクション 〜SONG&SOUL祭り〜                                                                                      | 周瑜公瑾（日野聡）、孫権仲謀（堀江由衣） | 「もしも愛なら」 | テレビアニメ『一騎当千 Great Guardians』関連曲                                                                 |
| 9月24日  | 「ゼロの使い魔 〜三美姫の輪舞〜」キャラクターCD3 感じるシエスタ                                                                           | シエスタ（堀江由衣） | 「スイーツはいかが？」 「スイーツはいかが？ (Re-mix version)」                                                                              | テレビアニメ『ゼロの使い魔 〜三美姫の輪舞〜』関連曲                                                            |
| 10月22日 | プレパレード | 逢坂大河（釘宮理恵）、櫛枝実乃梨（堀江由衣）、川村亜美（喜多村英梨） | 「プレパレード」 | テレビアニメ『とらドラ!』オープニングテーマ                                                                    |
| 10月22日 | プレパレード | 逢坂大河（釘宮理恵）、櫛枝実乃梨（堀江由衣）、川村亜美（喜多村英梨） | 「カ・ラ・ク・リ」 | ラジオ『とらドラジオ!』オープニングテーマ                                                                      |
| 11月21日 | With "You" -絆- | 前原圭一（保志総一朗）、竜宮レナ（中原麻衣）、園崎魅音・詩音（雪野五月）、古手梨花（田村ゆかり）、北条沙都子（かないみか）、羽入（堀江由衣）、北条悟史（小林ゆう） | 「With "You" -絆-」 | 『特別編集映像 祭囃し篇』エピローグテーマ                                                                      |
| 2009年   | | | | |
| 1月28日  | オレンジ | 逢坂大河（釘宮理恵）、櫛枝実乃梨（堀江由衣）、川村亜美（喜多村英梨） | 「オレンジ」 | テレビアニメ『とらドラ！』オープニングテーマ                                                                   |
| 1月28日  | オレンジ | 逢坂大河（釘宮理恵）、櫛枝実乃梨（堀江由衣）、川村亜美（喜多村英梨） | 「恋クラゲ」 | ラジオ『とらドラジオ！』オープニングテーマ                                                                     |
| 2月26日  | キサラギ 声優ver. | 如月ミキ（堀江由衣） | 「ラブレターはそのままで」 | ドラマCD『キサラギ 声優ver.』関連曲                                                                            |
| 3月25日  | 愛の空 | 白河ことり（堀江由衣） | 「愛の空」 | OVA『D.C.if 〜ダ・カーポ イフ〜』挿入歌                                                                        |
| 3月25日  | 愛の空 | 白河ことり（堀江由衣） | 「奏でるように恋をして」 | OVA『D.C.if 〜ダ・カーポ イフ〜』関連曲                                                                        |
| -        | - | しろうさ（堀江由衣）、くろうさ（木村亜希子）、ももうさ・はなうさ（田村ゆかり） | 「フルール*フルール*フルール」 | テレビアニメ『シュガーバニーズ フルール』オープニングテーマ                                                    |
| 4月30日  | とらドラ! キャラクターソングアルバム | 逢坂大河（釘宮理恵）、櫛枝実乃梨（堀江由衣）、川村亜美（喜多村英梨） | 「フラスコレーション」 「プレパレード -postparade mix-」 「オレンジ -citrus mix-」                                                          | テレビアニメ『とらドラ！』関連曲                                                                               |
| 4月30日  | とらドラ! キャラクターソングアルバム | 櫛枝実乃梨（堀江由衣） | 「フルスイング」 | テレビアニメ『とらドラ！』関連曲                                                                               |
| 5月20日  | 快盗天使ツインエンジェル2 オリジナルサウンドトラック                                                                                      | ave;new feat.テスラ（堀江由衣）&ナイン（柚木涼香） | 「Violet Phantom//Innocent elegy」 | パチスロ『快盗天使ツインエンジェル2』挿入歌                                                                    |
| 5月27日  | コンプリイト/プリーズ フリーズ | 逢坂大河（釘宮理恵）、櫛枝実乃梨（堀江由衣）、川村亜美（喜多村英梨） | 「コンプリイト」 「プリーズ フリーズ」 | ゲーム『とらドラ・ポータブル!』エンディングテーマ                                                              |
| 7月8日   | 親子でドライブ！てあそびうた | しろうさ（堀江由衣）、くろうさ（木村亜希子） | 「恋するパティシエ〜天使のレシピver.〜」 | テレビアニメ『シュガーバニーズ ショコラ』関連曲                                                                |
| 7月8日   | 夏のあらし！ キャラクターソングアルバム 歌声喫茶方舟                                                                                      | 加奈子（堀江由衣） | 「喝采」 | テレビアニメ『夏のあらし!』エンディングテーマ                                                                  |
| 7月29日  | 咲-saki-ボーカルアルバム THE 夢のヒットスクエア キャラソン対局編                                                                          | 福路美穂子（堀江由衣） | 「ひとりにひとつ」 | テレビアニメ『咲-Saki-』関連曲                                                                                 |
| 8月3日   | 佰物語 | 阿良々木暦（神谷浩史）、戦場ヶ原ひたぎ（斎藤千和）、八九寺真宵（加藤英美里）、神原駿河（沢城みゆき）、千石撫子（花澤香菜）、羽川翼（堀江由衣）、忍野メメ（櫻井孝宏）、忍野忍（平野綾）、阿良木火憐（喜多村英梨）、阿良々木月火（井口裕香）                               | 「思い出のアルバム」 | ドラマCD『佰物語』オープニングテーマ                                                                           |
| 8月3日   | 佰物語 | 阿良々木暦（神谷浩史）、戦場ヶ原ひたぎ（斎藤千和）、八九寺真宵（加藤英美里）、神原駿河（沢城みゆき）、千石撫子（花澤香菜）、羽川翼（堀江由衣）、忍野メメ（櫻井孝宏）、忍野忍（平野綾）、阿良木火憐（喜多村英梨）、阿良々木月火（井口裕香）                               | 「ありがとう さようなら」 | ドラマCD『佰物語』エンディングテーマ                                                                           |
| 9月9日   | 「かなめも」 キャラクターソング&サントラアルバム かなめろ                                                                                 | 西田はるか（堀江由衣） | 「LOVE萌え呑み」 「ビキニはすぐにペロンペロン♪」                                                                                            | テレビアニメ『かなめも』関連曲                                                                                 |
| 9月9日   | 「かなめも」 キャラクターソング&サントラアルバム かなめろ                                                                                 | 風新新聞専売所員with久地院美華 | 「最新ニュースを待っててね。〜風新新聞専売所のテーマ〜」                                                                                    | テレビアニメ『かなめも』関連曲                                                                                 |
| 9月9日   | 「かなめも」 キャラクターソング&サントラアルバム かなめろ                                                                                 | 西田はるか（堀江由衣）with北岡ゆめ（広橋涼）、南ゆうき（遠藤綾）、東ひなた（喜多村英梨） | 「それが水着♪」 | テレビアニメ『かなめも』挿入歌                                                                                 |
| 9月9日   | 「かなめも」 キャラクターソング&サントラアルバム かなめろ                                                                                 | 北岡ゆめ（広橋涼）、南ゆうき（遠藤綾）、東ひなた（喜多村英梨）、西田はるか（堀江由衣） | 「代理は鬼♪」 | テレビアニメ『かなめも』挿入歌                                                                                 |
| 9月9日   | 「かなめも」 キャラクターソング&サントラアルバム かなめろ                                                                                 | 働く少女達 | 「働く少女♪」 | テレビアニメ『かなめも』挿入歌                                                                                 |
| 9月26日  | ネギま!? ベストアルバム | 麻帆良学園中等部3-A+ネギ・スプリングフィールド | 「Hello Again」 | テレビアニメ『ネギま!?』関連曲                                                                                 |
| 9月30日  | 夏のあらし！ DVD04 初回限定版特典CD | 加奈子（堀江由衣） | 「異邦人」 | テレビアニメ『夏のあらし！ 〜春夏冬中〜』挿入歌                                                                |
| 9月30日  | 「ハヤテのごとく!!」キャラクターCD 2nd series 07 橘ワタル&貴嶋サキ with ソニア・シャフルナーズ starring 井上麻里奈&中島沙樹 with 堀江由衣 | ソニア・シャフルナーズ（堀江由衣） | 「1%のキセキ」 | テレビアニメ『ハヤテのごとく!!』関連曲                                                                         |
| 10月7日  | 「うみねこのなく頃に」キャラクターソング vol.1                                                                                            | 右代宮真里亞（堀江由衣） | 「ハッピー・ハロウィン MARIA」 | テレビアニメ『うみねこのなく頃に』関連曲                                                                       |
| 10月28日 | GA 芸術科アートデザインクラス music palette                                                                                               | 彩井高校 GA girls | 「お先にシルブプレ」 | テレビアニメ『GA 芸術科アートデザインクラス』オープニングテーマ                                                |
| 10月28日 | GA 芸術科アートデザインクラス music palette                                                                                               | ナミコさん（堀江由衣） | 「coloring palettes ナミコいろ」 | テレビアニメ『GA 芸術科アートデザインクラス』エンディングテーマ                                                |
| 10月28日 | GA 芸術科アートデザインクラス music palette                                                                                               | イロドルンジャー | 「色彩戦隊イロドルンジャー」 | テレビアニメ『GA 芸術科アートデザインクラス』関連曲                                                            |
| 11月26日 | 乙女の順序 | あらし（白石涼子）、カヤ（名塚佳織）、やよゐ（野中藍）、加奈子（堀江由衣） | 「乙女の順序」 | テレビアニメ『夏のあらし！ 〜春夏冬中〜』エンディングテーマ                                                    |
| 11月26日 | 乙女の順序 | あらし（白石涼子）、カヤ（名塚佳織）、やよゐ（野中藍）、加奈子（堀江由衣） | 「時をかける少女」 | テレビアニメ『夏のあらし！ 〜春夏冬中〜』関連曲                                                                |
| 12月23日 | TVアニメ「夏のあらし！ 〜春夏冬中〜」キャラクターソングアルバム 歌声喫茶方舟 〜アキナイチュウ〜                                           | 加奈子（堀江由衣） | 「Romanticが止まらない」 | テレビアニメ『夏のあらし！ 〜春夏冬中〜』挿入歌                                                                |
| 12月23日 | TVアニメ「夏のあらし！ 〜春夏冬中〜」キャラクターソングアルバム 歌声喫茶方舟 〜アキナイチュウ〜                                           | やよゐ（野中藍）、加奈子（堀江由衣） | 「淋しい熱帯魚」 | テレビアニメ『夏のあらし！ 〜春夏冬中〜』挿入歌                                                                |
| 2010年   | | | | |
| 1月27日  | けんぷファー キャラクターソングアルバム                                                                                                   | 三嶋紅音（堀江由衣） | 「ダーリンダーリン」 | テレビアニメ『けんぷファー』挿入歌                                                                             |
| 2月24日  | 化物語 BD・DVD限定版第五巻 特典CD | 羽川翼（堀江由衣） | 「sugar sweet nightmare」 | テレビアニメ『化物語』オープニングテーマ                                                                       |
| 2月24日  | Magical Halloween2 ORIGINAL SOUNDTRACK | アリス（堀江由衣）、ローズ（富沢美智恵）、フロスト（釘宮理恵）、ノワール（茅原実里） | 「まじかる☆カーニバル」 | パチスロ『マジカルハロウィン2』挿入歌                                                                          |
| 2月24日  | Magical Halloween2 ORIGINAL SOUNDTRACK | アリス（堀江由衣）、ローズ（富沢美智恵） | 「月歌 -ゲッカ-」 | パチスロ『マジカルハロウィン2』挿入歌                                                                          |
| -        | - | マリン（阿澄佳奈）、ウリン（堀江由衣） | 「てぃだぬひきゃり」 | テレビアニメ『うみものがたり 〜あなたがいてくれたコト〜』挿入歌                                                |
| -        | - | 音羽ねね（堀江由衣） | 「「ミューズステーションTV」音羽ねねのテーマ」                                                                                              | ゲーム『ミュージックガンガン! 曲がいっぱい☆超増加版!』挿入歌                                                   |
| 5月26日  | B型H系 キャラクターソングアルバム | 竹下美春（堀江由衣） | 「めんどくさいマイフレンド」 | テレビアニメ『B型H系』関連曲                                                                                   |
| 8月18日  | Sparky☆Start | 片手☆SIZE | 「Sparky☆Start」 | テレビアニメ『ぬらりひょんの孫』エンディングテーマ                                                             |
| 8月18日  | Sparky☆Start | 片手☆SIZE | 「雷雷パレード」 | テレビアニメ『ぬらりひょんの孫』関連曲                                                                         |
| 8月27日  | 迷い猫オーバーラン! ミュージックCD2 | 梅ノ森学園スパッツ派のみなさん | 「ハートのスパッツに」 | テレビアニメ『迷い猫オーバーラン!』挿入歌                                                                      |
| 10月6日  | オオカミさんと七人の仲間たち キャラクターソングアルバム オトギソングス BEST10                                                             | 桐木アリス（堀江由衣） | 「ありがとう」 | テレビアニメ『オオカミさんと七人の仲間たち』関連曲                                                             |
| 11月17日 | Symphonic☆Dream | 片手☆SIZE | 「Symphonic☆Dream」 | テレビアニメ『ぬらりひょんの孫』エンディングテーマ                                                             |
| 11月17日 | Symphonic☆Dream | 片手☆SIZE | 「TKGしか愛せない」 | テレビアニメ『ぬらりひょんの孫』関連曲                                                                         |
| 11月24日 | 初戀幻燈機 | 雪洞（豊崎愛生）、鬼灯（堀江由衣）、花桐丸竜（梶裕貴） | 「純情マスカレイド」 | テレビアニメ『おとめ妖怪 ざくろ』エンディングテーマ                                                            |
| 2011年   | | | | |
| 2月9日   | おとめ妖怪 ざくろ バラエティCD 歌謡小咄集                                                                                                 | 雪洞（豊崎愛生）、鬼灯（堀江由衣） | 「恋の灯、愛の実」 | テレビアニメ『おとめ妖怪 ざくろ』関連曲                                                                        |
| 2月9日   | おとめ妖怪 ざくろ バラエティCD 歌謡小咄集                                                                                                 | 薄蛍（花澤香菜）、雪洞（豊崎愛生）、鬼灯（堀江由衣） | 「紅花ノ乙女唄」 | テレビアニメ『おとめ妖怪 ざくろ』関連曲                                                                        |
| 2月16日  | ぬらりひょんの孫 キャラクターCDシリーズ 雪女/三羽鴉（黒羽丸・トサカ丸・ささ美）                                                           | 雪女（堀江由衣） | 「いつもそばで」 | テレビアニメ『ぬらりひょんの孫』関連曲                                                                         |
| 3月17日  | 武装神姫 CHARACTER SONG and SPECIAL RADIO RONDO Vol.2                                                                                     | ハイスピードトライク型MMSアーク（堀江由衣） | 「YES!」 「YES!（starving trancer Remix）」                                                                                                 | 『武装神姫』関連曲                                                                                             |
| 3月23日  | The Scene of DRAGON CRISIS! | マルガ（堀江由衣） | 「White Moon」 | テレビアニメ『ドラゴンクライシス!』関連曲                                                                      |
| 3月23日  | The Scene of DRAGON CRISIS! | 如月竜司（下野紘）、マルガ（堀江由衣）、アイ（いのくちゆか） | 「Fall in Love** curtain call」 | テレビアニメ『ドラゴンクライシス!』関連曲                                                                      |
| 3月23日  | The Scene of DRAGON CRISIS! | 如月竜司（下野紘）、ローズ（釘宮理恵）、英理子（ゆかな）、マルガ（堀江由衣）、アイ（いのくちゆか）、オニキス（神谷浩史） | 「Everlasting Flower -大切な想い-」 | テレビアニメ『ドラゴンクライシス!』関連曲                                                                      |
| 4月20日  | Choose my love!/妄想少女A | 美嶋紅音（堀江由衣）&セップククロウサギ（田村ゆかり） | 「妄想少女A」 | テレビアニメ『けんぷファー für die Liebe』エンディングテーマ                                                   |
| 4月27日  | FAIRY TAIL キャラクターソングアルバム Eternal Fellows                                                                                     | ハッピー（釘宮理恵）&シャルル（堀江由衣） | 「Have a nice day!」 | テレビアニメ『FAIRY TAIL』関連曲                                                                               |
| 6月15日  | アスタロッテのおもちゃ！ キャラクターソングCD Vol.3 ゼルダ/エフィ                                                                         | エフィ（堀江由衣） | 「milky way」 | テレビアニメ『アスタロッテのおもちゃ!』関連曲                                                                  |
| 7月20日  | 神サマといっしょ | 繭（戸松遥）&柚子（堀江由衣） | 「神サマといっしょ」 | テレビアニメ『猫神やおよろず』オープニングテーマ                                                               |
| 7月20日  | 神サマといっしょ | 繭（戸松遥）&柚子（堀江由衣） | 「虹 〜Ver.8000000〜」 「神サマといっしょ 〜jumping Skycat A-bee REMIX〜」                                                                  | テレビアニメ『猫神やおよろず』関連曲                                                                           |
| 7月27日  | 猫神やおよろず キャラクターソング vol.1                                                                                                   | 柚子（堀江由衣） | 「お守りみたいにきこえてる」 | テレビアニメ『猫神やおよろず』関連曲                                                                           |
| 7月29日  | アスタロッテのおもちゃ！BD・DVD第2巻 完全初回限定特典スペシャルCD                                                                         | エフィ（堀江由衣） | 「谷間を抜けて〜Dream&Heart〜」 | テレビアニメ『アスタロッテのおもちゃ！』関連曲                                                                 |
| 8月24日  | 桜風に約束を -旅立ちの歌- | ネギ・スプリングフィールド&麻帆良学園中等部3-A | 「桜風に約束を -旅立ちの歌-」 | 劇場アニメ『劇場版 魔法先生ネギま! ANIME FINAL』主題歌                                                         |
| 8月24日  | DOG DAYS 完全生産限定版BD・DVD第2巻 特典CD                                                                                                | ミルヒオーレ・F・ビスコッティ（堀江由衣） | 「きっと恋をしている」 | テレビアニメ『DOG DAYS』挿入歌                                                                                 |
| 8月24日  | DOG DAYS ドラマBOX vol.1 | シンク・イズミ（宮野真守）、ミルヒオーレ・F・ビスコッティ（堀江由衣） | 「Stand up Ears (Princess&Saver MIX)」 | テレビアニメ『DOG DAYS』関連曲                                                                                 |
| 9月14日  | にぱにぱ音頭☆ソングCD | 梨花（田村ゆかり）、レナ（中原麻衣）、魅音・詩音（雪野五月）、沙都子（かないみか）、羽入（堀江由衣） | 「にぱにぱ音頭☆」 | OVA『ひぐらしのなく頃に煌』関連曲                                                                              |
| 9月21日  | Magical Halloween3 ORIGINAL SOUNDTRACK | アリス（堀江由衣） | 「Trick or Sweet!」 | パチスロ『マジカルハロウィン3』挿入歌                                                                          |
| 9月22日  | Happy! Lucky! Dochy! | 梨花（田村ゆかり）、沙都子（かないみか）、羽入（堀江由衣） | 「Happy! Lucky! Dochy!」 | OVA『ひぐらしのなく頃に煌』オープニングテーマ                                                                  |
| 9月22日  | Happy! Lucky! Dochy! | 梨花（田村ゆかり）、沙都子（かないみか）、羽入（堀江由衣） | 「100%マジカルスター☆」 | OVA『ひぐらしのなく頃に煌』挿入歌                                                                              |
| 10月26日 | Orange Smile | 片手☆SIZE | 「Orange Smile」 | テレビアニメ『ぬらりひょんの孫 〜千年魔京〜』エンディングテーマ                                                |
| 10月26日 | Orange Smile | 片手☆SIZE | 「Lime Night」 | テレビアニメ『ぬらりひょんの孫 〜千年魔京〜』関連曲                                                            |
| 10月31日 | Magical Halloween みらくる★カルテット | アリス（堀江由衣） | 「Lucky★Girl」 | パチスロ『マジカルハロウィン』関連曲                                                                           |
| 11月16日 | パチスロ 快盗天使ツインエンジェル3 サウンド・コレクション キュンキュン☆セレクト                                                           | ave;new feat.テスラ（堀江由衣）&ナイン（柚木涼香） | 「Emerald Radiation」 | パチスロ『快盗天使ツインエンジェル3』挿入歌                                                                    |
| 11月17日 | Departure | 片手☆SIZE | 「Departure」 | テレビアニメ『ぬらりひょんの孫 〜千年魔京〜』エンディングテーマ                                                |
| 11月17日 | Departure | 片手☆SIZE | 「Tiara a moi」 | テレビアニメ『ぬらりひょんの孫 〜千年魔京〜』関連曲                                                            |
| 11月23日 | DOG DAYS 完全生産限定版BD・DVD第5巻 特典CD                                                                                                | ミルヒオーレ・F・ビスコッティ（堀江由衣） | 「Promised Love 〜ダイスキ×100〜」 | テレビアニメ『DOG DAYS』挿入歌                                                                                 |
| 12月21日 | DOG DAYS 完全生産限定版BD・DVD第6巻 特典CD                                                                                                | ミルヒオーレ・F・ビスコッティ（堀江由衣） | 「Miracle Colors」 | テレビアニメ『DOG DAYS』エンディングテーマ                                                                     |
| 12月21日 | DOG DAYS ドラマBOX vol.3 | ビスコッティオールスターズ | 「Miracle Colors -Remix-」 | テレビアニメ『DOG DAYS』関連曲                                                                                 |
| 12月23日 | スタ☆リミ STARCHILD REMIX COLLECTION | 桃月学園1年C組 feat.一条さん | 「ルーレット☆ルーレット 一条さんVer. 〜秋葉工房"valle blanco"MIX〜」                                                                        | テレビアニメ『ぱにぽにだっしゅ！』関連曲                                                                       |
| 12月23日 | スタ☆リミ STARCHILD REMIX COLLECTION | 麻帆良学園中等部3-A | 「ハッピー☆マテリアル リターン 〜ELECTRIC INVADERS & TO-WEST REMIX〜」                                                                      | OAD『魔法先生ネギま! 〜白き翼 ALA ALBA〜』関連曲                                                               |
| 12月23日 | スタ☆リミ STARCHILD REMIX COLLECTION | 逢坂大河（釘宮理恵）、櫛枝実乃梨（堀江由衣）、川村亜美（喜多村英梨） | 「プレパレード 〜ELECTRIC INVADERS & TO-WEST REMIX〜」                                                                                      | テレビアニメ『とらドラ！』関連曲                                                                               |
| 2012年   | | | | |
| 1月25日  | ひぐらしのなく頃に煌 file.04 完全生産限定版特典CD マジカルディスク 04                                                                     | 羽入（堀江由衣） | 「勇気凛々☆ミラクルチェンジ」 | OVA『ひぐらしのなく頃に煌』関連曲                                                                              |
| 2月8日   | とらドラ！ BEST ALBUM √HAPPYEND | 逢坂大河（釘宮理恵）、櫛枝実乃梨（堀江由衣）、川村亜美（喜多村英梨） | 「√HAPPYEND」 | テレビアニメ『とらドラ！』関連曲                                                                               |
| 3月9日   | ドラマCD ひぐらしのなく頃に解 祭囃し編 後編                                                                                               | 羽入（堀江由衣） | 「もういちど子供たちに-そらのむこう 2012 EDIT-」                                                                                            | ドラマCD『ひぐらしのなく頃に解 祭囃し編』関連曲                                                                |
| 3月15日  | 『Shining Blade』予約特典「春の新生活応援ファンディスク」                                                                                 | トウカ（堀江由衣） | 「琥珀色の黄昏」 | ゲーム『シャイニング・ブレイド』関連曲                                                                         |
| 4月25日  | Shining Blade キャラクターソングアルバム                                                                                                  | トウカ（堀江由衣） | 「銀の雪が舞う夜に」 | ゲーム『シャイニング・ブレイド』関連曲                                                                         |
| 4月25日  | Shining Blade キャラクターソングアルバム                                                                                                  | アルティナ（井上麻里奈）、エルミナ（早見沙織）、ミスティ（田村ゆかり）、トウカ（堀江由衣）、ローゼリンデ（桑島法子） | 「輝く旗のもとに」 | ゲーム『シャイニング・ブレイド』関連曲                                                                         |
| 4月27日  | 快盗天使ツインエンジェル THE BEST ANGEL                                                                                                   | テスラ（堀江由衣） | 「VIOLET BLUE」 | パチスロ『快盗天使ツインエンジェル3』挿入歌                                                                    |
| 5月16日  | 「FAIRY TAIL」キャラクターソングアルバム2 キズナだろー!!                                                                                  | ウェンディ（佐藤聡美）、シャルル（堀江由衣） | 「ずっと一緒」 | テレビアニメ『FAIRY TAIL』関連曲                                                                               |
| 5月23日  | 超次元ゲイム ネプテューヌ デュエットシスターズソング Vol.1 ネプテューヌ×ネプギア                                                          | ネプギア（堀江由衣） | 「M.P.B.L -MOST PURE BRAVE LADY」 | ゲーム『超次元ゲイム ネプテューヌ』関連曲                                                                      |
| 5月23日  | 超次元ゲイム ネプテューヌ デュエットシスターズソング Vol.1 ネプテューヌ×ネプギア                                                          | ネプテューヌ（田中理恵）、ネプギア（堀江由衣） | 「スマイル・スパイラル」 | ゲーム『超次元ゲイム ネプテューヌ』関連曲                                                                      |
| 5月23日  | ペルソナ4 BD・DVD第7巻 完全生産限定版特典CD                                                                                               | ラブリーン（堀江由衣） | 「恋する名探偵」 | テレビアニメ『Persona4 the ANIMATION』エンディングテーマ                                                       |
| -        | - | 桜江ゆすら（下田麻美）、木滝恋子（堀江由衣） | 「ファンタスティック★スクールデイズ」 | ゲーム『この部室は帰宅しない部が占拠しました。ぽーたぶる 学園サマー・ウォーズ編』オープニングテーマ            |
| 8月22日  | 見つけなくちゃ！乙女心!! | 早乙女乙芽（上村彩子）、早乙女すぴか（堀江由衣）、ヴァージニア・S・サオトメ（荒川美穂） | 「見つけなくちゃ！乙女心!!」 | ゲーム『乙女ぶれいく!』主題歌                                                                                  |
| 8月22日  | 見つけなくちゃ！乙女心!! | 早乙女すぴか（堀江由衣） | 「見つけなくちゃ！乙女心!! -すぴかRE:MIX VER.-」                                                                                            | ゲーム『乙女ぶれいく！』関連曲                                                                                 |
| -        | - | 桜江ゆすら（下田麻美）、木滝恋子（堀江由衣） | 「ファンタスティック★スクールデイズ 学園ドッグ・イヤー編 ver.」                                                                             | ゲーム『この部室は帰宅しない部が占拠しました。ぽーたぶる 学園ドッグ・イヤー編』オープニングテーマ              |
| 11月7日  | K BD・DVD Vol.1 特典キャラクターソングCD                                                                                                  | 櫛名アンナ（堀江由衣） | 「炎のカタチ」 | テレビアニメ『K』関連曲                                                                                        |
| 12月26日 | DOD DAYS' 完全生産限定版BD・DVD第4巻 特典CD                                                                                               | ミルヒオーレ・F・ビスコッティ（堀江由衣） | 「Heart Relation」 「Shiny Heart Shiny Smile」                                                                                              | テレビアニメ『DOD DAYS'』挿入歌                                                                                |
| 2013年   | | | | |
| 3月6日   | 猫物語（黒） BD・DVD限定版第一巻 特典CD                                                                                                   | 羽川翼（堀江由衣） | 「perfect slumbers」 | テレビアニメ『猫物語（黒）』オープニングテーマ                                                                 |
| 3月13日  | K BD・DVD Vol.7 特典 キャラクターソングCD                                                                                                 | 櫛名アンナ（堀江由衣） feat.赤のクランズマン | 「レクイエム・オブ・レッド」 | テレビアニメ『K』挿入歌                                                                                        |
| 6月26日  | さくら荘のペットな彼女 Special Disc Vol.6 特典CD                                                                                          | メイドちゃん（堀江由衣） | 「メイドちゃんより。」 | テレビアニメ『さくら荘のペットな彼女』関連曲                                                                   |
| 7月17日  | ゆゆ式 キャラクターソングアルバム いちげんめ！                                                                                            | 松本頼子（堀江由衣） | 「そよかぜモノローグ」 | テレビアニメ『ゆゆ式』関連曲                                                                                   |
| 10月13日 | 戦姫絶唱シンフォギアG BD・DVD第1巻 特典CD                                                                                                 | マリア・カデンツァヴナ・イヴ（日笠陽子）、セレナ・カデンツァヴナ・イヴ（堀江由衣） | 「Apple」 | テレビアニメ『戦姫絶唱シンフォギアG』挿入歌                                                                    |
| 10月23日 | 猫物語（白）BD・DVD限定版第一巻 特典CD | 羽川翼（堀江由衣） | 「chocolate insomnia」 | テレビアニメ『〈物語〉シリーズ セカンドシーズン』オープニングテーマ                                            |
| 10月31日 | 青春はじめました！〜青春応援BOX〜 同梱特典「青春はじめました！楽曲集」                                                                    | 双葉千歳（堀江由衣）、双葉千早（寺島拓篤） | 「青空ヒコウキ雲」 | ゲーム『青春はじめました!』オープニングテーマ                                                                  |
| 11月27日 | Magical Halloween4 Original Soundtrack | アリス（堀江由衣） | 「ホシゾラマップ」 | パチスロ『マジカルハロウィン4』関連曲                                                                          |
| 12月4日  | 戦姫絶唱シンフォギアG BD・DVD第3巻特典CD                                                                                                  | セレナ・カデンツァヴナ・イヴ（堀江由衣） | 「望まぬ力と寂しい笑顔（聖詠）」 「ヒトの夢、小夜曲は星の瞬き（絶唱）」                                                                     | テレビアニメ『戦姫絶唱シンフォギアG』関連曲                                                                    |
| 2014年   | | | | |
| 1月29日  | ポーカーフェイス | ミス・モノクローム（堀江由衣） | 「ポーカーフェイス」 | テレビアニメ『ミス・モノクローム -The Animation-』主題歌                                                       |
| 1月29日  | ポーカーフェイス | ミス・モノクローム（堀江由衣） | 「「?」」 | テレビアニメ『ミス・モノクローム -The Animation-』関連曲                                                       |
| 2月12日  | ゼロの使い魔〜Last Song from ZERO〜 | シエスタ（堀江由衣）with ルイズ（釘宮理恵） | 「ユーパラ♡〜ユーワク♡パラダイス〜」 | テレビアニメ『ゼロの使い魔F』関連曲                                                                            |
| 4月23日  | ゴールデンタイム BD・DVD第5巻特典CD | 加賀香子（堀江由衣）、林田奈々（茅野愛衣）、岡千波（木戸衣吹） | 「コトノハ-女3人ver.-」 | ゲーム『ゴールデンタイム Vivid Memories』エンディングテーマ                                                    |
| 4月23日  | ゴールデンタイム BD・DVD第5巻特典CD | 加賀香子（堀江由衣） | 「遠まわりの道 -香子 ver.-」 | ゲーム『ゴールデンタイム Vivid Memories』エンディングテーマ                                                    |
| 7月23日  | ゴールデンタイム BD・DVD第8巻特典CD | 加賀香子（堀江由衣） | 「コトノハ -香子 ver.-」 | ゲーム『ゴールデンタイム Vivid Memories』エンディングテーマ                                                    |
| 7月23日  | ゴールデンタイム BD・DVD第8巻特典CD | 加賀香子（堀江由衣）、林田奈々（茅野愛衣）、岡千波（木戸衣吹） | 「遠まわりの道 -女3人 ver.-」 | ゲーム『ゴールデンタイム Vivid Memories』エンディングテーマ                                                    |
| 8月13日  | 烈車戦隊トッキュウジャー キャラクターソングス レインボーライン                                                                            | ワゴン（堀江由衣） | 「Coo-Choo WAGON」 | 特撮『烈車戦隊トッキュウジャー』関連曲                                                                         |
| -        | - | マヤ（堀江由衣） | 「Smile Again」 | 劇場アニメ『スポチャン対決! 〜妖怪大決戦〜』主題歌                                                             |
| 9月24日  | 私だけの物語 | ミス・モノクローム（堀江由衣） | 「私だけの物語」 | テレビアニメ『ミス・モノクローム -The Animation- 2』挿入歌                                                     |
| 9月24日  | 私だけの物語 | ミス・モノクローム（堀江由衣） | 「Never Ending Story」 | 『2014全国ミスご当地マリンちゃんキャンペーン』応援歌                                                           |
| 10月8日  | 勇気が生まれる場所 | 愛乃めぐみ（中島愛）、つむぎ（堀江由衣） | 「見上げれば青い空」 | 劇場アニメ『映画 ハピネスチャージプリキュア! 人形の国のバレリーナ』関連曲                                      |
| 2015年   | | | | |
| 2月18日  | V.A.「K BEST ALBUM」 | 櫛名アンナ（堀江由衣） | 「-フレイム・オブ・レッド-」 | 劇場アニメ『劇場版 K MISSING KINGS』挿入歌                                                                     |
| 3月25日  | クロスアンジュ 天使と竜の輪舞 BD・DVD第4巻 期間限定封入特典CD                                                                             | サラ（堀江由衣） | 「永遠語り〜風ノ歌〜」 | テレビアニメ『クロスアンジュ 天使と竜の輪舞』挿入歌                                                            |
| 6月24日  | クロスアンジュ 天使と竜の輪舞 BD・DVD第7巻 期間限定封入特典CD                                                                             | アンジュ（水樹奈々）、サラ（堀江由衣） | 「永遠語り〜El Ragna〜」 | テレビアニメ『クロスアンジュ 天使と竜の輪舞』挿入歌                                                            |
| 7月22日  | DOG DAYS" 完全生産限定版BD・DVD第5巻 特典CD                                                                                               | ミルヒオーレ・F・ビスコッティ（堀江由衣） | 「キミとボクの音色 LaLaLa Version」 | テレビアニメ『DOG DAYS"』挿入歌                                                                                |
| 7月22日  | DOG DAYS" 完全生産限定版BD・DVD第5巻 特典CD                                                                                               | ミルヒオーレ・F・ビスコッティ（堀江由衣） | 「キミとボクの音色 Lyric Full Version」 | テレビアニメ『DOG DAYS"』関連曲                                                                                |
| 7月22日  | DOG DAYS" 完全生産限定版BD・DVD第5巻 特典CD                                                                                               | ミルヒオーレ・F・ビスコッティ（堀江由衣）、アリア（小倉唯） | 「キミとボクの音色 Lyric Full Version」 | テレビアニメ『DOG DAYS"』挿入歌                                                                                |
| 10月7日  | Black or White? | ミス・モノクローム（堀江由衣） | 「Black or White?」 | テレビアニメ『ミス・モノクローム -The Animation- 2』『ミス・モノクローム -The Animation- 3』オープニングテーマ |
| 10月7日  | Black or White? | ミス・モノクローム（堀江由衣） | 「M-WAVE」 | テレビアニメ『ミス・モノクローム -The Animation- 2』挿入歌                                                     |
| 10月7日  | Black or White? | ミス・モノクローム（堀江由衣） | 「Step by Step!」 | テレビアニメ『ミス・モノクローム -The Animation- 2』『ミス・モノクローム -The Animation- 3』エンディングテーマ |
| 10月7日  | Black or White? | ミス・モノクローム（堀江由衣） | 「ONE WEEK」 | テレビアニメ『ミス・モノクローム -The Animation- 2』関連曲                                                     |
| 11月25日 | HEARTBEAT JAM♪ | A型ちゃん（悠木碧）、B型ちゃん（堀江由衣）、O型ちゃん（小林ゆう）、AB型ちゃん（中原麻衣） | 「HEARTBEAT JAM♪」 | テレビアニメ『血液型くん!3』オープニングテーマ                                                                 |
| 12月9日  | キミとボク | ミス・モノクローム（堀江由衣） | 「キミとボク」 | テレビアニメ『ミス・モノクローム -The Animation- 3』エンディングテーマ                                         |
| 12月9日  | キミとボク | ミス・モノクローム（堀江由衣） | 「ミス・モノクローム体操」 | テレビアニメ『ミス・モノクローム -The Animation- 3』オープニングテーマ                                         |
| 12月9日  | White X'mas | ミス・モノクローム（堀江由衣） | 「White X'mas」 | テレビアニメ『ミス・モノクローム -The Animation- 3』挿入歌                                                     |
| 12月9日  | White X'mas | ミス・モノクローム（堀江由衣） | 「モノクローム」 | テレビアニメ『ミス・モノクローム -The Animation- 3』関連曲                                                     |
| 12月16日 | 「初恋の歌」〜LOVE SONGS〜 | 氷川恭子（堀江由衣） | 「First Dream, First Love」 | ゲーム『初恋の歌』オープニングテーマ                                                                           |
| 2016年   | | | | |
| 1月13日  | Candy Parade | ミス・モノクローム（堀江由衣） | 「Candy Parade」 「try again 」 | 『ミス・モノクローム』関連曲                                                                                   |
| 1月13日  | チルハナ | ミス・モノクローム（堀江由衣） | 「チルハナ」 「見つめられたら〜when I fallin' love with you〜」                                                                             | 『ミス・モノクローム』関連曲                                                                                   |
| 1月27日  | 青春×機関銃 5 BD・DVD 初回限定盤特典CD | The Machine-gun Girls | 「The Machine-gun Talk」 | テレビアニメ『青春×機関銃』関連曲                                                                              |
| 2月10日  | カラフル | ミス・モノクローム（堀江由衣） | 「カラフル」 「バニラソルト」 | 『ミス・モノクローム』関連曲                                                                                   |
| 2月10日  | 立体的共鳴論 | ミス・モノクローム（堀江由衣） | 「立体的共鳴論」 「Coloring」 | 『ミス・モノクローム』関連曲                                                                                   |
| 2月24日  | Classroom☆Crisis 5 完全生産限定版特典CD                                                                                                   | 小鳥遊カオルコ（堀江由衣） | 「瞳はダイアモンド」 | テレビアニメ『Classroom☆Crisis』関連曲                                                                         |
| 3月2日   | Dokkin♢魔法つかいプリキュア!/CURE UP↑RA♡PA☆PA!〜ほほえみになる魔法〜                                                                      | キュアミラクル（高橋李依）、キュアマジカル（堀江由衣） | 「CURE UP↑RA♡PA☆PA!〜ほほえみになる魔法〜」                                                                                                 | テレビアニメ『魔法つかいプリキュア!』エンディングテーマ                                                        |
| 3月9日   | Here We Go! | ミス・モノクローム（堀江由衣） | 「Here We Go!」 「YAHHO!!」 | 『ミス・モノクローム』関連曲                                                                                   |
| 3月9日   | PERFECT PARTY! | ミス・モノクローム（堀江由衣） | 「PERFECT PARTY!」 「STAR NIGHT BLUE」 | 『ミス・モノクローム』関連曲                                                                                   |
| 3月9日   | PERFECT PARTY! | ミス・モノクローム with キャラメル | 「PERFECT PARTY!」 | 『ミス・モノクローム』関連曲                                                                                   |
| 3月16日  | 映画 プリキュアオールスターズ みんなで歌う♪奇跡の魔法! ミュージカルソングス                                                               | 朝日奈みらい（高橋李依）、リコ（堀江由衣）、モフルン（齋藤彩夏）、春野はるか（嶋村侑）、海藤みなみ（浅野真澄）、天ノ川きらら（山村響）、紅城トワ（沢城みゆき）、パフ（東山奈央）、アロマ（古城門志帆）                                                                   | 「あなたがいるから」 | 劇場アニメ『映画 プリキュアオールスターズ みんなで歌う♪奇跡の魔法!』挿入歌                                     |
| 3月16日  | 映画 プリキュアオールスターズ みんなで歌う♪奇跡の魔法! ミュージカルソングス                                                               | キュアミラクル（高橋李依）、キュアマジカル（堀江由衣） | 「無力な戦士」 | 劇場アニメ『映画 プリキュアオールスターズ みんなで歌う♪奇跡の魔法!』挿入歌                                     |
| 3月16日  | 映画 プリキュアオールスターズ みんなで歌う♪奇跡の魔法! ミュージカルソングス                                                               | ソルシエール（新妻聖子）、キュアミラクル（高橋李依）、キュアマジカル（堀江由衣） | 「考えてみて」 | 劇場アニメ『映画 プリキュアオールスターズ みんなで歌う♪奇跡の魔法!』挿入歌                                     |
| 3月16日  | 映画 プリキュアオールスターズ みんなで歌う♪奇跡の魔法! ミュージカルソングス                                                               | ソルシエール（新妻聖子）、プリキュアオールスターズ | 「魔女の子守唄〜歌は魔法」 | 劇場アニメ『映画 プリキュアオールスターズ みんなで歌う♪奇跡の魔法!』挿入歌                                     |
| 3月16日  | 映画 プリキュアオールスターズ みんなで歌う♪奇跡の魔法! ミュージカルソングス                                                               | プリキュアオールスターズ | 「みんながいるから☆プリキュアオールスターズ」                                                                                               | 劇場アニメ『映画 プリキュアオールスターズ みんなで歌う♪奇跡の魔法！』主題歌                                    |
| 4月29日  | Magical Halloween 5 Original Soundtrack                                                                                                   | アリス（堀江由衣）、ローズ（富沢美智恵） | 「ハピ☆ラキ -Happy☆Lucky Girls-」 | パチスロ『マジカルハロウィン5』主題歌                                                                          |
| -        | - | ドロシー（堀江由衣） | 「なないろDays」 | ゲーム『OZ Chrono Chronicle』主題歌                                                                            |
| 7月13日  | 魔法つかいプリキュア! ボーカルアルバム リンクル☆メロディーズ                                                                              | キュアミラクル（高橋李依）、キュアマジカル（堀江由衣） | 「キラリ☆100カラットの奇跡」 | テレビアニメ『魔法つかいプリキュア！』関連曲                                                                   |
| 7月13日  | 魔法つかいプリキュア! ボーカルアルバム リンクル☆メロディーズ                                                                              | リコ（堀江由衣） | 「憧れは魔法にのせて」 | テレビアニメ『魔法つかいプリキュア！』関連曲                                                                   |
| 8月10日  | Dokkin♢魔法つかいプリキュア!Part2/魔法アラ・ドーモ!                                                                                       | キュアミラクル（高橋李依）、キュアマジカル（堀江由衣）、キュアフェリーチェ（早見沙織） | 「魔法アラ・ドーモ！」 | テレビアニメ『魔法つかいプリキュア！』エンディングテーマ                                                       |
| 10月12日 | キラメク誓い | キュアミラクル（高橋李依）、キュアマジカル（堀江由衣）、キュアフェリーチェ（早見沙織）、キュアモフルン（齋藤彩夏） | 「キラメク誓い」 | 劇場アニメ『映画 魔法つかいプリキュア! 奇跡の変身!キュアモフルン!』挿入歌                                      |
| 10月23日 | CR戦国乙女〜花〜 オリジナルサウンドトラック                                                                                               | 前田トシイエ（阿澄佳奈）、小早川ヒデアキ（内田真礼）、千リキュウ（堀江由衣） | 「天に舞う花の如く」 | パチンコ『CR戦国乙女〜花〜』主題歌                                                                             |
| 10月23日 | CR戦国乙女〜花〜 オリジナルサウンドトラック                                                                                               | 徳川イエヤス（千葉紗子）、今川ヨシモト（山本麻里安）、千リキュウ（堀江由衣） | 「もっと、ずっと、ぎゅっと」 | パチンコ『CR戦国乙女〜花〜』挿入歌                                                                             |
| 11月30日 | 魔法つかいプリキュア! ドラマ&キャラクターソングアルバム ドリーム☆アーチ                                                                   | キュアミラクル（高橋李依）、キュアマジカル（堀江由衣）、キュアフェリーチェ（早見沙織） | 「ドリーム☆アーチ」 | テレビアニメ『魔法つかいプリキュア！』関連曲                                                                   |
| 11月30日 | 魔法つかいプリキュア! ドラマ&キャラクターソングアルバム ドリーム☆アーチ                                                                   | 十六夜リコ（堀江由衣） | 「オレンジア」 | テレビアニメ『魔法つかいプリキュア！』関連曲                                                                   |
| 11月30日 | 魔法つかいプリキュア! ドラマ&キャラクターソングアルバム ドリーム☆アーチ                                                                   | 朝日奈みらい（高橋李依）、十六夜リコ（堀江由衣） | 「キラメキふたつ星」 | テレビアニメ『魔法つかいプリキュア！』関連曲                                                                   |
| 11月30日 | 魔法つかいプリキュア! ドラマ&キャラクターソングアルバム ドリーム☆アーチ                                                                   | キュアミラクル（高橋李依）、キュアマジカル（堀江由衣）、キュアフェリーチェ（早見沙織） | 「魔法アラ・ドーモ！ (Rainbow Parade MIX)」                                                                                                 | テレビアニメ『魔法つかいプリキュア！』関連曲                                                                   |
| 2017年   | | | | |
| 1月25日  | 魔法つかいプリキュア! ボーカルベストアルバム 手のひらのおくりもの                                                                         | 朝日奈みらい（高橋李依）、十六夜リコ（堀江由衣）、花海ことは（早見沙織）、モフルン（齋藤彩夏、コーラス） | 「手のひらのおくりもの」 | テレビアニメ『魔法つかいプリキュア！』関連曲                                                                   |
| 3月24日  | OVA「ゆゆ式」 キャラクターソングアルバム                                                                                                  | 松本頼子（堀江由衣） | 「はなまるびより」 | OVA『ゆゆ式』関連曲                                                                                            |
| 4月1日   | やさしき闇の詩 | アイリス（堀江由衣） | 「やさしき闇の詩」 | ゲーム『白猫プロジェクト』挿入歌                                                                               |
| 6月21日  | ガールフレンド（仮） キャラクターソングシリーズ Vol.06                                                                                    | 真白透子（堀江由衣） | 「真っ白な未来」 | ゲーム『ガールフレンド（♪）』挿入歌                                                                            |
| 7月26日  | デジモンユニバース アプリモンスターズ キャラクターソング&オリジナル・サウンドトラック                                                     | アプリ山470 | 「WITH YOU」 | テレビアニメ『デジモンユニバース アプリモンスターズ』関連曲                                                    |
| 8月2日   | Twin Angel Song Selection Jewelry | テスラ（堀江由衣）、ナイン（柚木涼香） | 「Day by Day, Step by Step」 | パチスロ『ツインエンジェルBREAK』挿入歌                                                                        |
| 9月13日  | Song of Memories キャラクターソングアルバム「Remember with…」                                                                             | 若槻悠乃（堀江由衣） | 「月だけが知っている」 | ゲーム『Song of Memories』エンディングテーマ                                                                   |
| 9月27日  | ボディーガード | ミス・モノクローム（堀江由衣） | 「TAKARA♡MONO」 「桜最前線」 | 『ミス・モノクローム』関連曲                                                                                   |
| 9月27日  | ボディーガード | ミス・モノクローム（堀江由衣）with 堀江由衣 | 「ボディーガード」 | 『ミス・モノクローム』関連曲                                                                                   |
| 2018年   | | | | |
| 3月14日  | Precious Memories/初恋A to Z | 神楽坂砂夜（寿美菜子）、風町陽歌（早見沙織）、クロエ・ルメール（丹下桜）、櫻井明音（佐藤利奈）、椎名心実（佐藤聡美）、真白透子（堀江由衣）、村上文緒（名塚佳織） | 「初恋A to Z」 | ゲーム『ガールフレンド（仮）』関連曲                                                                           |
| 3月28日  | プリンセスコネクト！Re:Dive PRICONNE CHARACTER SONG 02                                                                                    | サレン（堀江由衣）、スズメ（悠木碧） | 「えがおのマイホーム」 | ゲーム『プリンセスコネクト!Re:Dive』関連曲                                                                     |
| 4月10日  | 君の夢は私の夢（配信限定） | 玉藻前（堀江由衣） | 「君の夢は私の夢」 | スマートフォンゲーム『幻想神域R』主題歌                                                                        |
| 4月25日  | 「CRキャプテン翼 黄金世代の鼓動」挿入歌                                                                                                   | ウルトラス ツバサ | 「明日へのゴール」 「パーフェクトビクトリー」 「俺たちの夢」                                                                                | パチンコ『CR キャプテン翼 黄金世代の鼓動』挿入歌                                                               |
| 8月29日  | 戦姫絶唱シンフォギアXD UNLIMITED キャラクターソングアルバム1                                                                              | セレナ・カデンツァヴナ・イヴ（堀江由衣） | 「誰かのためのヒカリ」 「此の今を生きて」                                                                                                   | ゲーム『戦姫絶唱シンフォギアXD UNLIMITED』関連曲                                                               |
| 8月29日  | wicked prince | princess à la mode | 「wicked prince」 | ゲーム『〈物語〉シリーズ ぷくぷく』テーマソング                                                                |
| 9月15日  | アズールレーン キャラクターソング #01 | ベルファスト（堀江由衣） | 「クラダリングの誓い」 | ゲーム『アズールレーン』関連曲                                                                                 |
| 2020年   | | | | |
| 1月29日  | TVアニメーション『アズールレーン』キャラクターソングシングル Vol.10 ベルファスト                                                          | ベルファスト（堀江由衣） | 「Pro Tanto Quid Retribuamus」 「悠久のカタルシス 〜ベルファスト ver.〜」                                                                   | テレビアニメ『アズールレーン』関連曲                                                                           |
| 11月25日 | KanColle Memorial Compilation | 間宮（堀江由衣） | 「羊羹恋歌」 | ゲーム『艦隊これくしょん -艦これ-』関連曲                                                                      |
| 2021年   | | | | |
| 1月27日  | PHANTASY STAR ONLINE 2 キャラクターソングCD〜Song Festival〜VI                                                                            | スクナヒメ（堀江由衣） | 「灰ノ蝶」 | ゲーム『ファンタシースターオンライン2』関連曲                                                                  |
| 1月27日  | PHANTASY STAR ONLINE 2 キャラクターソングCD〜Song Festival〜VI                                                                            | スクナヒメ（堀江由衣）、マトイ（佐藤聡美） | 「茗華艶宴」 | ゲーム『ファンタシースターオンライン2』関連曲                                                                  |
| 2月24日  | プリンセスコネクト！Re:Dive PRICONNE CHARACTER SONG 20                                                                                    | サレン（堀江由衣）、アキノ（松嵜麗） | 「Holy Passion Roses」 | ゲーム『プリンセスコネクト！Re:Dive』挿入歌                                                                    |
| 2月24日  | プリンセスコネクト！Re:Dive PRICONNE CHARACTER SONG 20                                                                                    | サレン（堀江由衣） | 「Holy Passion Roses」 | ゲーム『プリンセスコネクト！Re:Dive』挿入歌                                                                    |
| 4月28日  | オルタンシア・サーガ BD・DVD中巻特典CD | マリエル（堀江由衣） | 「VEIL」 | テレビアニメ『オルタンシア・サーガ』エンディングテーマ                                                         |
| -        | YouTube | パンミィ（堀江由衣）、クマ丸（杉田智和） | 「アルティメットぷう feat.クマ丸・パンミィ」                                                                                                | ゲーム『HoneyWorks Premium Live』コラボ楽曲                                                                    |
| 7月14日  | Calida Lux | アイリス（堀江由衣） | 「Stand for Everlasting」 | ゲーム『白猫プロジェクト』7周年「白と黒の章 光と闇が紡ぐ未来」テーマ曲                                         |
| 11月20日 | YouTube | 雲母あかる（堀江由衣）、小紫くお（内田真礼）、百合園えりゅ（日笠陽子） | 「ハッピー・ラッキー・メイキンナップ！」 | 『project Luminasys 01 pure♡love』主題歌                                                                       |
| 11月24日 | ツインエンジェル PARTY | テスラ・ヴァイオレット(堀江由衣) | 「真実の想い」 | 『パチスロ ツインエンジェルPARTY』 関連曲                                                                      |
| 2022年   | | | | |
| 12月31日 | YouTube | 雲母あかる（堀江由衣） | 「ハッピー・ラッキー・メイキンナップ！」雲母あかるver.                                                                                      | |
| 2023年   | | | | |
| 7月9日   | 各種配信 | アイリス（堀江由衣）& 吉乃 | 「LINK to DESTINY」 | 『白猫プロジェクト NEW WORLD'S』9周年記念イベント 主題歌                                                       |
| 2024年   | | | | |
| 1月31日  | プリンセスコネクト！Re:Dive PRICONNE CHARACTER SONG 37                                                                                    | サレン（堀江由衣）、ルカ（佐藤利奈） | 「Adenium」 | ゲーム『プリンセスコネクト！Re:Dive』挿入歌                                                                    |
| 1月31日  | プリンセスコネクト！Re:Dive PRICONNE CHARACTER SONG 37                                                                                    | サレン（堀江由衣） | 「Adenium」 | ゲーム『プリンセスコネクト！Re:Dive』関連曲                                                                    |
| 1月31日  | 16bitセンセーションANOTHER LAYER ２特典CD                                                                                                 | 上原メイ子（堀江由衣） | 「風の辿り着く場所」 | テレビアニメ『16bitセンセーションANOTHER LAYER』関連曲                                                         |
| 6月14日  | We Are Adventures! | アイリス（堀江由衣）、クロカ（山根綺）、シロー（菊地燎）、ジン（島崎信長）、サヤ（日高里菜） | 「We Are Adventures!」 | ゲーム『白猫プロジェクト』関連曲                                                                               |
| 7月14日  | We Are Adventures! (Hero comeback ver.)                                                                                                   | 主人公（梶裕貴）、アイリス（堀江由衣）、クロカ（山根綺）、シロー（菊地燎）、ジン（島崎信長）、サヤ（日高里菜） | 「We Are Adventures! (Hero comeback ver.)」                                                                                                 | ゲーム『白猫プロジェクト』関連曲                                                                               |
| 12月23日 | トモダチOneStep | Antique Seraphim | 「トモダチOneStep」 | ゲーム『ブルーアーカイブ -Blue Archive-』関連曲                                                                |
| 2025年   | | | | |
| 2月5日   | Dokkin♢魔法つかいプリキュア!!Part3〜MIRAI DAYS〜/キセキラリンク                                                                           | キュアミラクル（高橋李依）、キュアマジカル（堀江由衣）、キュアフェリーチェ（早見沙織） | 「キセキラリンク」 | テレビアニメ『魔法つかいプリキュア!!〜MIRAI DAYS〜』エンディングテーマ                                         |

## その他参加楽曲
| 発売日         | 商品名                                                       | 歌 | 楽曲                                          | 備考                                                                      |
| -------------- | ------------------------------------------------------------ | --- | --------------------------------------------- | ------------------------------------------------------------------------- |
| 1998年11月18日 | 東京魔人學園奏楽抄                                           | 堀江由衣、浅川悠、川鍋雅樹、石黒貴之、笹沼晃、加瀬康之、斉藤周、小上裕通、津村まこと、永迫舞                                                       | 「真神学園校歌 桜之社」                       | ゲーム『東京魔人學園剣風帖』挿入歌                                        |
| 2000年2月17日  | 悠久音楽祭 〜エンフィールドからシープクレストへ〜 ボーカル編 | 氷上恭子、折笠愛、西原久美子、長沢美樹、浅田葉子、飯塚雅弓、置鮎龍太郎、畑亜貴、清水夕紀美、池澤春菜、笠原弘子、三木眞一郎、堀江由衣、麻績村まゆ子 | 「友達といるときは」                          | ライブイベント『悠久音楽祭 〜エンフィールドからシープクレストへ〜』歌唱曲 |
| 2000年9月      | TECH Win 2000年10月号付録CD-ROM                              | 堀江由衣 | 「Win Was Forever 〜Winは永遠でした〜」       | 『OSアイドルWinちゃん』テーマソング                                       |
| 2000年12月6日  | 人造人間キカイダー THE ANIMATION Original Soundtrack         | 堀江由衣 | 「Destiny」                                   | テレビアニメ『人造人間キカイダー THE ANIMATION』エンディングテーマ        |
| 2001年9月29日  | Sister Princess Kaleidoscope                                 | 桑谷夏子、望月久代、小林由美子、堀江由衣、神崎ちろ、水樹奈々                                                                                       | 「乙女心は万華鏡-kaleidoscope-」              | ラジオ『シスター・プリンセス〜お兄ちゃんといっしょ』オープニングテーマ    |
| 2001年12月29日 | フルーツバスケット―風色― Song for Yui Horie                  | 堀江由衣 | 「For フルーツバスケット」 「小さな祈り」     | テレビアニメ『フルーツバスケット』関連曲                                  |
| 2002年2月23日  | 東京魔人學園外法帖 陽炎                                      | 堀江由衣、川鍋雅樹、浅川悠、石黒貴之、加瀬康之、増田ゆき、関口英司、今泉文乃                                                                       | 「桜之社」                                    | ゲーム『東京魔人學園剣風帖』関連曲                                        |
| 2007年3月24日  | Pandora                                                      | 堀江由衣 | 「ヒカリ〈Re-mix〉」                          | 劇場アニメ『いぬかみっ! THE MOVIE 特命霊的捜査官・仮名史郎っ!』関連曲     |
| 2007年8月17日  | パラトラ☆コミケ                                              | 堀江由衣 | 「Days（Red Monster MIX)」                    | テレビアニメ『ながされて藍蘭島』関連曲                                    |
| 2008年         | -                                                            | 林原めぐみ、堀江由衣、川田妙子、木村亜希子、瀧本富士子                                                                                             | 「あたらしい いちにち」                       | 子供番組『キティズパラダイスpeace』オープニングテーマ                     |
| 2009年12月23日 | スタ☆リミ STARCHILD REMIX COLLECTION                         | 堀江由衣 | 「Love Destiny 〜秋葉工房"DJ Command MIX"〜」 | テレビアニメ『シスター・プリンセス』関連曲                                |
| 2015年8月14日  | それが声優！E.P.スピンオフムービー主題歌集                   | 堀江由衣 | 「ヒーローじゃなくていい」                    | テレビアニメ『それが声優!』劇中歌                                         |

## 映像作品

### PV集
|    | 発売日        | タイトル                            | 規格品番 | 規格品番 | 規格品番 | オリコン 最高位 |
| BD | 発売日        | タイトル                            | DVD      | VHS      |          | オリコン 最高位 |
| -- | ------------- | ----------------------------------- | -------- | -------- | -------- | --------------- |
| 0  | 2002年7月29日 | Yui Horie CLIPS 0 〜since'00〜'01〜 |          |          | NV-735   |                 |
| 1  | 2004年4月28日 | yui horie CLIPS 1                   |          | KIBM-67  |          |                 |
| 2  | 2010年1月1日  | yui horie CLIPS 2                   | KIXM-15  | KIBM-232 | 29位     |                 |

### ライブ映像
|    | 発売日         | タイトル                                               | 規格品番   | 規格品番    | オリコン 最高位 |
| BD | 発売日         | タイトル                                               | DVD        |             | オリコン 最高位 |
| -- | -------------- | ------------------------------------------------------ | ---------- | ----------- | --------------- |
| 1  | 2006年7月26日  | 堀江由衣をめぐる冒険 TOUR FINAL 〜Second Tour 2006〜   |            | KIBM-110    | 13位            |
| 2  | 2008年6月4日   | 堀江由衣 クリスマスライブ 〜由衣がサンタに着がえたら〜 | KIZB-39    | 10位        |                 |
| 3  | 2010年5月12日  | 堀江由衣をめぐる冒険II 武道館で舞踏会 〜Q&A〜          | KIXM-17    | KIBM-237〜9 | 13位            |
| 4  | 2012年12月26日 | 堀江由衣をめぐる冒険III 〜Secret Mission Tour〜        | KIXM-69    | KIBM-335/6  | 84位            |
| 5  | 2013年9月20日  | 堀江由衣ベストライブ 〜由衣と時間泥棒〜                | KIXM-134   | KIBM-387/8  | 44位            |
| 6  | 2013年12月25日 | 堀江由衣をめぐる冒険IV 〜パイレーツ・オブ・ユイ 3013〜 | KIZX-128/9 | KIZB-150〜2 | 99位            |
| 7  | 2016年4月27日  | 堀江由衣をめぐる冒険V〜狙われた学園祭〜                | KIZX-231/2 | KIZB-215〜7 | 69位            |

### 劇場上映
- 劇場版 堀江由衣をめぐる冒険III 〜Secret Mission Tour〜（2012年）

### テレビアニメ
- ミス・モノクローム -The Animation-（2013年 - 2015年） - キャラクター原案 / 3シリーズ[一覧 1]

## ユニット
| ユニット名                                                | 活動期間                | メンバー | レコード会社     | CD                                                                  | 関連作品             |
| --------------------------------------------------------- | ----------------------- | --- | ---------------- | ------------------------------------------------------------------- | -------------------- |
| やまとなでしこ                                            | 1999年 - 2003年         | 田村ゆかり、堀江由衣 | スターチャイルド | →詳細は「 やまとなでしこ (声優ユニット) § ディスコグラフィ 」を参照 |                      |
| SISTER PRINCESS （ゲーム版） Sister Princess （アニメ版） | 2001年 - 2003年         | 桑谷夏子、望月久代、小林由美子、堀江由衣、千葉千恵巳、柚木涼香、横手久美子、神崎ちろ、川澄綾子、かかずゆみ、半場友恵、水樹奈々           | スターチャイルド | #キャラクターソング                                                 | シスター・プリンセス |
| シスタープリンセス +1                                     | 2003年                  | 桑谷夏子、望月久代、小林由美子、堀江由衣、千葉千恵巳、柚木涼香、横手久美子、神崎ちろ、川澄綾子、かかずゆみ、半場友恵、水樹奈々、氷上恭子 | スターチャイルド | #キャラクターソング                                                 | シスター・プリンセス |
| Bottle fairy                                              | 2003年 - 2004年         | 水樹奈々、名塚佳織、堀江由衣、野中藍 | スターチャイルド | #キャラクターソング                                                 | 瓶詰妖精             |
| Aice5                                                     | 2005年 - 2007年、2015年 | 堀江由衣、神田朱未、たかはし智秋、浅野真澄、木村まどか                                                                                   | スターチャイルド | →詳細は「 Aice5 § ディスコグラフィ 」を参照                         |                      |
| 黒薔薇保存会                                              | 2006年 - 2009年         | ユイエル（ボーカル・作曲）、OYKT（ギター）、エルエル（ベース）、Ma様（エンジェルダンス・作詞）、ゼメエル（コーラス）                     | スターチャイルド | →詳細は「 黒薔薇保存会 § ディスコグラフィ 」を参照                  |                      |

## 楽曲提供
- Aice5
  - 「Lady GO!」（作詞）
- 黒薔薇保存会（ユイエル名義）
  - 「銀河ドロップ」（作詞・作曲）
  - 「輪舞曲」（作詞・作曲）
  - 「飛べない天使」（作曲）
  - 「花火」（作曲）
  - 「Flower」（作曲）
  - 「満天プラネタリウム」（作曲）
  - 「BLUE HEAVEN」（作曲）
  - 「レッドシグナル」（作曲）
  - 「A Votre Sante!!」（作曲）
  - 「ラストフレンド」（作曲）
  - 「惑星ドライブ」（作曲）
  - 「wonder wall」（作曲）
- ミス・モノクローム
  - 「「?」」（作詞）
  - 「Never Ending Story」（作詞）
  - 「ONE WEEK」（作詞）
  - 「ボディーガード」（作詞）
  - 「White X'mas」（作詞）
  - 「桜最前線」（作詞）

## 書籍

### 単行本
- ストロベリー日和（2001年、メディアワークス、ISBN 4840219583）
- 堀江由衣をめぐる冒険・冒険の書（2006年、音楽専科社、ISBN 4872791991）
- 堀江由衣 キラキラみつばちをめぐる冒険 #1 〜 #70（2012年、学研パブリッシング、ISBN 9784054052567 ）
- 堀江由衣 キラキラみつばちをめぐる冒険2 #71 〜 #125（2016年、学研パブリッシング、ISBN 9784054052567）

### 写真集
- 詩写真集 白の追憶（1999年、日本ナレーション演技研究所出版事業部、ISBN 4766931017）- モデル女優として収録
- 金魚鉢プラネット（2001年、徳間書店、ISBN 4197201494 ）
- Aice5メモリアルフォトブック〜recollection」（学習研究社、2007年9月20日）
- LAST DANCE 黒薔薇保存会The File（2009年4月30日）
- 空散歩日和（2009年、エフエム東京、ISBN 4887452217）
- 堀江由衣 Photo book YUI NOTE（2018年、角川書店、ISBN 9784041069486）

### 雑誌連載
- ストロベリー日和（1998年、電撃B-magazine）
- 堀江由衣 キラキラみつばちをめぐる冒険（2006年 - 2021年、声優アニメディア、学研プラス）
- 堀江由衣とゆかいな編集部員たち♪（2012年 - 、月刊ニュータイプ、KADOKAWA）

### 関連書籍
- 堀江由衣 yui horie「水たまりに映るセカイ」Piano Solo（2001年、東京音楽書院、ISBN 9784811449258 ）
- やさしく弾ける 堀江由衣 ピアノソロアルバム 「sky」+BEST（2003年、ケイ・エム・ピー、ISBN 4773220988）